# バトルスピリッツ ブレイヴ
『バトルスピリッツ ブレイヴ』は、2010年9月12日から2011年9月11日まで、メ〜テレの制作によりテレビ朝日系列で、毎週日曜7:00 - 7:30（JST）に全50話が放送された、サンライズ制作のテレビアニメ。
キャッチコピーは「未来をつかみ取れ! 激闘を求めて新たなバトルフィールドへ!!」、「決めろ!合体（ブレイヴ）アタック!」。

## 概要
トレーディングカードゲーム『バトルスピリッツ』を元にしたテレビアニメシリーズの第3弾。シリーズ最後の地上アナログ放送作品でもある。また地上デジタル放送では連動データ放送に対応するようになった。また、字幕放送において水色の文字でセリフが表示されるキャラクターが毎回異なっているのも特徴といえる。
前作『バトルスピリッツ 少年激覇ダン』から世界観をそのまま引き継いだ、正当な続編として制作されている。そのため作中においても本作品からの視聴者にも分かりやすいよう、ナレーターや登場人物の回想などによる説明も所々に盛り込まれている。続編ではあるものの、『少年激覇ダン』のファンタジックな雰囲気とは打って変わって、本作品ではSF色が強く打ち出されているのも特徴の一つであり、子供向けとは思えない重いエピソードや、政治の問題点も含んだハードな作風から、巷では「深夜31時アニメ」と言われることもあった。
前2作では主人公を中心にレギュラーキャラクターがバトルをする形態だったが、本作品ではソフィア号でダン以外はコアブリットに乗ってバトルしないと監督は述べており、1年を通した大河ドラマにするつもりだったという。そしてタイトルにあるように、ブレイヴにスポットをあてたものとなっており、主人公とライバルが様々なブレイヴを駆使するのも特徴的である。物語の展開上、作中では天変地異の描写も多々あったが、放送期間中に発生した東日本大震災以降は、こうした描写も抑えられるようになった。
以降の提供クレジットは最初の部分（メインスポンサーであるバンダイ）が『Carddass』名義になっている。
監督の西森章の中には、『少年激覇ダン』を第一部、『ブレイヴ』を第二部として、戦いの終わった未来を舞台に新たな少年を主人公に据えた第三部による三部作構成にしてみたい構想があったことを、キャラクターデザインの湯本佳典は語っており、『サンライズフェスティバル2018光焔』では三部作の企画について否定された。またメカニックデザインを担当したやまだたかひろは、本作品には多くの裏設定があったことを語っており、作画監督の石川てつやも制作関係者のみが知っているキャラクター相関図にはかなりきつい設定があったと述べている。本作品のストーリーも、当初の予定より監督の意向で少し変更が加えられた。

### 放送終了後の展開
2016年6月3日 - 24日にグッズ化をかけて行われた歴代作品人気投票では、本作品が1位を獲得。さらに同年9月に行われたカード化をかけた人気投票でも、本作品の放送期間に販売された星座編が1位となった。
2017年にはイベント「バトスピチャンピオンシップ2017 -煌臨杯-」にて、本作品のキャラクターを基にした新規カードスリーブが発売された他、バトルスピリッツ10周年記念の一環として同年10月25日から11月24日まで行われた、各アニメシリーズをテーマとしたデッキのうち商品化を決める投票でも1位となった。
2018年には同じくバトスピ10周年記念として、本作品を含んだバトスピアニメシリーズ初期3作を対象とした『アニメバトスピ3作「完全受注生産限定版ブルーレイ」』受注企画がスタート。期間中に受注数が一定以上となり、Blu-ray BOXの発売が決定した。同年7月7日には『サンライズフェスティバル2018 光焔』の一環として、「バトスピ10周年 バトルスピリッツ 少年激覇ダン＆バトルスピリッツ ブレイヴ」オールナイト上映会を新宿バルト9にて実施。上映会にはゲストとしてダン役の緒乃冬華やシリーズ構成の冨岡淳広らが招かれ、賑わいを見せた。
同年末には『少年激覇ダン』『ブレイヴ』の続編となる、全3話の新作アニメーションが制作されることも発表されており、その後2019年3月27日のタイトル発表などを経て、2019年6月15日から2020年1月24日にかけて新作アニメ『バトルスピリッツ サーガブレイヴ』が、バトルスピリッツ公式YouTubeチャンネルとバンダイチャンネルにて配信された。
2021年3月5日から8月27日まで、YouTube「BN Pictures チャンネル」にて毎週2話ずつ全話無料配信を実施。

### コラボレーション
2019年5月には、新作アニメ『バトルスピリッツ サーガブレイヴ』の制作を記念し、スマートフォンゲーム『スーパーロボット大戦X-Ω』に期間限定参戦。「光龍騎神サジット・アポロドラゴン」と「月光龍ストライク・ジークヴルム」がユニットとして登場した。
2020年6月には、バトルスピリッツとスマートフォンゲーム『ゼノンザード』の相互コラボが開始。『ゼノンザード』カードパック「PACKCODE:04 FORBIDDEN」収録となる全136種中の66種が、12宮Xレアをはじめとしてバトルスピリッツ2年目・星座編を中心としてリメイクされたカード。更に、バトルのサポートギアとして本作の「馬神 弾」と「紫乃宮 まゐ」が登場した。

## あらすじ

### 西暦2650年へ
異界グラン・ロロでの冒険、そして異界王との激闘の終結から2年経った2010年。名実ともに最強となったカードバトラー・馬神弾（ばしん ダン）はその強さゆえに数々の大会で優勝を収めて殿堂入りとなり、バトスピ好きな子供たち相手にティーチングする日々を過ごす。しかし、様々な出来事を経験したダンは、そのような生活に満足はできず、グラン・ロロでの強者との命を懸けたカードバトルを再びやりたいと思うほどに心は荒んでいた。そんな中の8月30日、元ネットアイドルのヴィオレ魔ゐ改め紫乃宮まゐと再会。まゐから「あなたのバトルをみんなが求めている場所がある」と誘われたダンは、迷うことなく彼女が開いたゲートへ共に飛び込んだ。
時は西暦2650年8月30日の東京。未来の地球は異界王の介入の結果、「環境破壊が原因の荒廃で人類は滅亡間近」という本来の歴史から変化。人々はコアをエネルギーとして使うようになって環境破壊とは無縁の世界となったが、異界魔族と人類がお互いの領地を賭け、異界王がかつて定めた異界グラン・ロロのやり方であるバトルスピリッツによる代理戦争を繰り広げる場となっていた。
東京に本部を置く人類軍は魔族の前に追い詰められてきており、旧知の仲であり人類軍の最高司令官となったカザンと再会したダンは、カザンから人類を救ってほしいと頼まれる。スピリット、マジック、ネクサスに続く未来の第四のカードブレイヴの存在を知ったダンは、未来に来て間もないながらも、東京を狙った魔族暴将デュックを「ブレイヴ」を投入した新たなデッキで打ち負かした。
異界魔族を打ち負かすダンの出現に対し、強きカードバトラーの出現に歓喜する月光のバローネ、何かを企む仮面の男暗闇のザジなどをはじめ魔族の強者たちがそれに反応、世界は大きく動き始める。

### 地球リセットの危機と月光のバローネとの出会い
ダンやまゐと同じようにかつての異界王を相手に共に戦った仲間もまた人類のため未来に呼ばれており、クラッキー・レイはコアシップ「麗しのソフィア号」艦長として、兵堂 剣蔵は研究者として働いていた。しかし、剣蔵とその同僚のステラ・コラベリシチコフから、魔族がコアを地球の核に打ち込むことで地殻変動を起こして作り出した第八の大陸「オクト」の影響により、地球が自浄作用を起こして全てを滅ぼす「地球リセット」まで残り1年だということをダンは知ってしまう。ダンは魔族と戦う自分の役目は単なる人々への気休めなのかと悩む。
そんな中、ダンの強さに目をつけた魔族の強豪バトラー月光のバローネが東京に姿を現した。強くなりすぎてしまったゆえに、魂が熱くなるような強者とのバトルに飢えていたバローネは、同じようなダンとシンパシーを感じ合い、バトルをすることとなる。バトルの中、ダンはバローネに語りかけ、地球リセットを回避するため、魔族と協力するため、魔族の女王ギルファムと会うことを決意した。
そしてダンは、バローネのキースピリット「月光龍ストライク・ジークヴルム」をはじめて破壊することに成功するが、あと一歩のところでバローネのカウンターにより敗れる。バローネは、自分のキースピリットがはじめて破壊された屈辱、それと同時に自分と渡り合える強者に出会えたことを悦びながら去っていく。

### 神々の伝説 12宮Xレア
ダンたち麗しのソフィア号の面々は女王ギルファムと会談するため、魔族の大陸オクトへと向かう。その道中、彼らは、人々と魔族が混乱の中で生活している姿を目撃していく。
そんな時、剣蔵たちの調査により、ダンたちは伝説の12枚のカード12宮Xレアの存在を知る。12宮Xレアを全て集め、そのカードのエネルギーを古の遺跡神々の砲台を用いて結集させて地球に打ち込まれたコアを破壊することで、地球リセットを止めることができるのではないかと希望が見つかったのである。
重要な12宮Xレアの情報であったが、ダンは人間と魔族双方のことを考え、あえてこのことをバローネとの再戦の中で彼に教える。そして、バローネに「ひとつのことに凝り固まると大事なことが見えなくなる」「バローネ、ちゃんと見ろ!バトルフィールドの外にも世界があるってことを!」と伝えた。ダンは、バトルにだけ悦びを感じていた自分から抜け出し、多くの人々が困っている姿を放っておけないという生来の気持ちを取り戻すと共に彼との再戦に勝利。バトルしか目に入らなかったバローネに変化のきっかけを与えた。
魔族の大陸オクトに到着したダン達は、女王ギルファムと会談。ダンは暴将デュックに勝利することでギルファムへ12宮Xレア探しの協力を取り付けることに成功する。しかしそれと引き換えに、自分に敗北したバローネやデュックは追放・幽閉の憂き目にあい、更に暗闇のザジの陰謀により世界中の人々にダンは「魔族に協力する裏切者」のような印象を与えられてしまう。
自分が原因で、誇り高きカードバトラーであるバローネ・デュックの運命を変えてしまったことを悔やむダンだったが、地球に生きる人類と魔族を救うために前に進み続ける覚悟を新たにする。

### 獄龍隊の出現と魔族の正体
暴将デュックの息子ルガインと親交を築いたりしながら、12宮Xレア探しをダンたちは続ける。しかし、暗闇のザジにより組織された女王直属カードバトラー部隊獄龍隊の隊長にして洗脳されて冷酷無比な男となった獄将デュックの圧倒的なブレイヴキラーの前に敗れ、所持していた12宮Xレアを奪われてしまう。追放後、自分なりに世界を見る決意し、ダンを助けようとしたバローネもまたデュックにかなわず重傷を負い、ダンとバローネは共に人類軍本部で傷を癒すこととなった。
一方、獄龍隊は女王の権威を笠に着て強引かつ横暴な12宮Xレア探索を行い、結果的に魔族間からもギルファムへの信頼は失墜していく。しかしそれすらもザジの思惑通りであり、女王やダンへの信用が落ちたことによって世界は更に混乱していく。
そんな中、人類軍本部で治療を受けていたバローネのDNAを調査したところ、「異界魔族と人間のDNAは全く同じ」という結果が明らかとなった。「異界魔族は古代にグラン・ロロに入り込んだ人間がグラン・ロロの環境に適応した姿」という推測がなされるが、バローネは誇り高き魔族であると思っていた自分が、下に見ていた人間と実は同じと知り、その事実を前にして静かに激情に震える。そんなバローネをダンは「お互いにカードバトラーであること、地球に生まれた同じ命であることに変わりはない」と諭し、バローネは落ち着きを取り戻した。
家族を魔族に殺されたために魔族を憎み、魔族を地球に連れてきたと言われるダンも嫌っていた麗しのソフィア号操舵手ユース・グリンホルンもまた、ダンやルガインを始めとすると様々な人間・魔族達との出会いを経てその考えを変えつつあった。そして、ユースもまた魔族と人間が同じという真実を知って自分の信じてきた常識が崩れる中で、自分を変える決意をし、ダンのための力になろうと彼とテストバトルを行う。
バトルの中で、ユースはダンに問う。「なぜ異界王との戦いで使った自分のデッキを過去に置いてきたのか」。ユースはクラッキー達から聞いた話から、その理由をダンが過去をあまり思い出したくないからではないかと推測していたが、ダンはグラン・ロロでの思い出はかけがえのないものだと答えながら、ユースに異界王を倒した後の自分達の過去を語り始める。

### 世界の闇
地球にコアのテクノロジーをもたらし、そうしながらも一度世界を滅ぼし、新世界の創造を目論んだ異界王を、悪と断じて倒したダン。その後に待っていたのはまさに生き地獄だった。
最初は世界を救った英雄としてもてはやされたダンたちコアの光主だったが、彼らは異界王との戦いの中で世界の抱える矛盾に気付いていた。混乱と平和、飢餓と飽食、疫病と医療、戦争と外交、悲惨な暮らしをする人も多くいる一方で豊かに暮らす人々がいる矛盾、そしてそんな世界を経済を通じて陰からコントロールするフィクサーの存在を公表し、矛盾と戦おうとした。
しかし異界王とも結託したこともあったフィクサーはダンたちを疎ましく思い、情報操作による世論誘導でダンたちを潰しにかかった。結果として『噂』により、ごく普通の友人は勿論、家族からも手のひらを返され、孤立していく。ダンたち光主は、噂や情報を信じた市井の人々から、時には「異界王を連れてきた存在」と言われることもあるなど謂れもない中傷を受け続け、心は傷ついていった。それでも戦おうとしたダン達だったが、ついにはダンの戦友だった百瀬勇貴もフィクサーの手にかかってしまう。
絶望の中でかつてのダンは、異界王の抱えていた世界への怒り・憎しみをようやく理解すると共に、それらに囚われないように、かつての異界王のようにならないようにするために、全てを捨ててバトスピにのめり込んでいくこと以外に道は残されていなかった。

### 獄龍隊との対決
過去を語ったダンは、かつての悔恨とバトルを通じて進むことしか出来なくなった自分の存在を伝えるとともに、ユースに一人で怒りを抱えこんでいた自分のように生きるなと諭した。ユースとのバトルを終え傷も癒えたダン達は世界を混乱させている獄龍隊の活動停止をギルファムに求めるため、バローネと共に大陸オクトに再び向かう。
しかしオクトで彼らが見たのは、暗闇のザジの流した『噂』を始めとする様々な謀略の結果、ついに暴動を起こして押しかけた魔族の人々だった。獄龍隊がギルファムを殺害するのを見たダンたちは獄将デュックと対決。ダンは獄将デュックへのリベンジをし、暴動も暴将デュックの息子ルガインの協力により鎮圧に成功する。
殺されたギルファムも影武者であり、生き残ったギルファムはダンたちの雄姿を称えて自分たちを迫害してきた人間への怒りを収め、ダンたちと和解する。そして、ギルファムは姿を消した暗闇のザジや獄龍隊をあぶりだすため、一時的に自分の死を偽装することを選んだ。

### 地球リセット回避に向けて
「魔族の女王ギルファムの死」という知らせに魔族社会は動揺し、混乱は重なる。暴動を収めこそしたものの、バローネはこのままでは魔族の混乱は加速し、最悪の場合は地球リセットを回避しても魔族と人間の全面対決になることを予見。バローネは行動を共にしてきたダンたちの元を離れ、魔族を束ねていくことを決意する。そして、自分の無力感・なすべきことに悩んできた紫乃宮まゐもまた、魔族の民衆を救うための力になることを願い、ダンたちの元を離れた。
まゐがかつての名ヴィオレ魔ゐを名乗り、バローネの右腕として、地球リセットに伴い沈没する可能性が高い大陸オクトから魔族を避難させるための移住地を確保したり、混乱を引き起こす魔族の平定に努める中、12宮Xレアも着々と見つかっていき、人類と魔族の共存を目指すルガインの努力により、形からではあるが人類軍と魔族の停戦・共存のための調印式の場を設けることに成功する。
事態が良い方向に進んでいく中、調印式の場に現れたイザーズという魔族の男が「地球リセットにかこつけて共存を謳っているが、魔族こそが地球を支配すべきなのである」と人々に主張する。そしてイザーズはバローネに勝利すると共に、勝利しながらも何も求めず去っていった。

### 暗闇のザジ
人間との共存に対して不満を抱いていた魔族の過激派はイザーズの扇動に触発され、魔族絶対主義アスクレピオーズを組織し、オクトからの避難民を人質に取ると共に12宮Xレアの譲渡を要求。同時刻、ダンたちはスロバキアにいたザジの元を訪れ、人々を混乱に陥れるために謀略を続けたザジの目的・本心を知るためにバトルをすることになる。
バトルの中で、12宮Xレアの力を応用してダンはザジの仮面を割ることに成功し、その正体が調印式に現れたイザーズであったという確信を証明した。
自らの顔が嫌いであるために顔を仮面で隠していたというイザーズ。全ての破滅を望み、世界を混乱に陥れるために獄龍隊を作り、正体を隠して影から謀略を続けてきた彼は己の敗北が確定的になっても逃げることはなかった。自分の素顔が暴露された彼は、仮面をしていた時のように表舞台から逃げたり隠れたりの場を引っかき回す道化としてではなく、「イザーズ」としての覚悟を示しながら、己の本心を知りたがっているダンに自分の過去を語る。
子供の頃のイザーズと彼の側近二人は貧民窟の生まれだったが、貧しさを壊すことを望み、与える側になりたかった。自分たちの容姿がきれいであることに気付いた彼らは、子供の身でありながら施しと引き換えに自らの身を、富める魔族に捧げる。これにより故郷だった貧民窟はイザーズ達のおかげで貧しさから解放され彼らは感謝されたが、主人となった富める魔族の趣味であった古代魔法の実験台に夜な夜なつき合わされるという虐待を受け、心も体も傷ついていった。そんな日々も3人一緒だからこそ耐え続け、ついにイザーズたちは逆に古代魔法を覚えてその主人を殺害、自由の身となる。しかしその矢先、彼らのいた国を人間たちが制圧。今度は「人間のもの」になるという憂き目にあってしまう。イザーズ達3人は、魔族だろうと人間だろうと自分たちを絶望させてきた世界を憎み壊すことを誓い、成長した彼らは、策略や時には古代魔法も使って世界を混乱させてきたのだった。
過去を語ったイザーズに対し、ダンはそれを憎しみを抱えていた異界王のようだと評しながらも、未来へのビジョンを持っていた異界王と違い世界の破滅をただ願うイザーズに対し「お前には壊した先のビジョンがない。ただ壊すだけならわがままな子供と同じだ」と語り、イザーズを異界王の足元にも及ばないと一蹴する。そして圧倒的な力でイザーズを倒しながらも、自分と同じように心の中で世界への怒りを抱えていたイザーズたちが逃げることなくバトルの中で向き合い過去を語ってくれたことに対し、イザーズたちなりに世界と向き合い続けたのだと彼らを慰め、イザーズの心を開いた。
混乱を招くために謀略を続けてきたイザーズもダンと和解。魔族絶対主義アスクレピオーズも、いたずらに魔族を混乱させ続けることに怒り表舞台に姿を現したギルファムの魔術により拘束され、事態は収束したのだった。

### ダンとまゐ
南極にある神々の砲台を起動させるためには、バトルを行い、バトル中に発生するエネルギーをバトルフィールドに蓄積させ、更にその空中のバトルフィールドを神々の砲台と合体させる必要があることが判明。エネルギーをバトルフィールドに完全に蓄積させるためには12宮Xレアを使いこなす二人のカードバトラー、つまり馬神弾と月光のバローネがバトルをする必要がある。
南極に向かうダン達だったが、そこに魔族側についていたヴィオレ魔ゐが、ダンの持つ12宮Xレアをかけてバトルを挑んできた。魔ゐは、かつてのダンのキースピリット「超神星龍ジークヴルム・ノヴァ」とブレイヴキラー「滅神星龍ダークヴルム・ノヴァ」を組み合わせた【ダブルノヴァ】デッキを使いこなす。
「超神星龍ジークヴルム・ノヴァ」を、イギリスにあったバトスピ博物館のダンに関する展示品から見つけてきたという魔ゐ。そこに展示されていたダンの経歴の最後とは、彼が未来の来た日以降、消息不明になった事実。それはつまりダンが未来に残ったか、あるいは未来で命を落としたのではないかということ。そして魔ゐは、誰かのために全力を尽くすダンのように魔族達の力になりたいと願って、ソフィア号を離れた本心を話す。
「ダンは神々の砲台起動のためのバトルで命を落としたのでは」と推測し、ダンを死なせたくない一心でバトルを挑んできた魔ゐは【ダブルノヴァ】でダンを追い込むが、異界王の業を背負うまでに成長していたダンには敵わなかった。敗北が確定的になり、なすすべが無くなった彼女は、ずっと胸の内に秘めていた想いを涙ながらダンにぶつけ、彼が止まることを望む。
しかし、自分の死の運命を聞いても自分を愛する人の決死の制止を聞いても、ダンの地球を救うための決意は変わることはなく、ダンはまゐに「かつて絶望していた自分の心は、この時代に来たことで救われた。まゐが自分を救ってくれた」と感謝の言葉を伝え、それを聞いたまゐは、彼の決意を受け入れるように最後の攻撃を受け敗北。
バトル後、ダンは魔ゐにソフィア号に戻ってくるように告げると共に彼女の想いに応え、二人は共にソフィア号へ帰還したのだった。

### 神々の砲台
神々の砲台起動作戦『オペレーション・ゾディアック』のため、南極に結集した魔族と人間達は皆一丸となってバトルフィールドと神々の砲台のドッキングを行うとともに、ダンとバローネはバトルフィールドへエネルギーを完全に蓄積するべく「勝者が神々の砲台の引き金を引く」という条件の元でバトルをする。
地球を救うという思いは一つに、お互いの手の内を知り尽くした二人の全12宮Xレアをデッキに投入したデッキでのバトルは熾烈極まりないものとなり、凄まじい攻防の末、ダンの光龍騎神サジット・アポロドラゴンは、赤のネクサス「光り輝く大銀河」のサポートを受けて、BP36000・シンボル4つのクアドラプルシンボルという輝きを見せ、ダンの勝利で終わる。
しかし、神々の砲台の起動のためには勝者の命が必要であることが判明。それを理解したダンはバローネたちに向けて「ありがとうございました、いいバトルでした」と笑みを浮かべていい、一筋の涙を流しながら光の中に姿を消した。
神々の砲台の力により地球リセットは回避され、魔族と人間もまた調停を結んで、戦争を終えて新たな時代に向けて歩みだす。現代に戻ったまゐたち光主もまた、いつの日かのダンとの再会を願いながら世界と向き合う決意を新たにしたのだった。

## 登場人物

### 麗しのソフィア号乗組員
馬神 弾（ばしん ダン）
声 - 大浦冬華（現・緒乃冬華）
前作に引き続き、本作品でも主人公を務める。元赤のコアの光主。年齢は16歳程度で身長は設定では160cmだが作画ではそれより高めの描写になっている。
チャンピオンシップを始め数多くの大会で優勝を収め「激突王」としてカードバトラーたちの憧れとなっており、異界王事件後、「無名の激突王」から誰からも認められ尊敬される「真の激突王」となる。しかし、その後は勝ち過ぎたためその強さ故に「殿堂入りカードバトラー」に任命されるのと同時に公式大会への出場を禁止されており、大会ではVIP扱いされ初心者相手のティーチングなどを行なっている姿が第1話で確認できる。
異界王事件後の当初は異界王を倒し世界を救った英雄として世間から持て囃されていた。だが、矛盾といった世界の貧困と、その原因を作り出しかつて異界王と結託したこともあった裏世界のフィクサーの存在を公表し彼らと戦おうとした結果、フィクサーたちの差し金による印象・情報操作によって次第に危険人物のような印象を与えられて家族や友達からも手の平を返すような扱いを受けることになってしまう。それでも勇貴と共に世界の矛盾を正そうとフィクサーたちの陰謀と戦い続けていたが、ついには勇貴までも手に掛けられてしまいダンはもはや異界王のように世界への復讐に取りつかれないようにすることだけで精一杯となり、自ら姿を消し他の仲間とも連絡を絶った。
そのためかつての明るい性格はなりを潜め、静かに考え事をしたりすることが多くなっている（物語初期のイメージは「矢吹ジョー」）。そのため彼の生き甲斐は未来に来た当初は、「本物のバトル」のみとなっていた。
心のどこかで強い敵と熱いバトルを求めていることとグラン・ロロでの戦いが忘れることができず、「自分の力を必要とする場所」というまゐの誘いで未来へ旅立ち、未来の世界での戦いに身を投じていく。当初は自分の力が必要とされていたから・強者とのバトルを求めていたから未来に来たダンだったが、性根にある優しさは変わっておらず、負けかけながら「ダンの全力が見たかった」という対戦相手のためにあえて対戦相手の全力を引き出したり、子供には穏やかな表情で接している。そして、未来の世界の混乱に悩む人々の姿を見て、「困った人を放っておけない」生来の気持ちを取り戻し、人類と魔族の未来のために行動するようになる。
『ケロケロエース』の漫画版では、魔族たちとの戦いが終わった後、他の光主たちとともに元の時代に帰還。帰還後はまゐと共に地球に残っている異界魔族の子供たちを保護して共に暮らしている様子が描かれている。
バトルフォームは前作同様、物語中での変更があるだろうと作画スタッフが予測して抑えめにデザインしていたが、監督・脚本側はバトルフォームを変えるつもりはなかったとのこと。
後にダン役の大浦の出産の際には、当時のスタッフが出産祝いとしてイラストをツイッターにて描いている。
スーパーロボット大戦X-Ωイベント「俺たちのブレイヴ！！」では、神々の砲台の決戦前に、次元を超えて機甲界ガリアンの世界にバローネやまゐ達と共になぜか飛ばされてしまう。マ－ダル軍の機甲兵相手に「光龍騎神サジット・アポロドラゴン」を実体化させる能力を発現させ、バトルスピリッツの力を研究していた征服王マーダルと戦うジョルディ・ボーダー達に力を貸すことになる。
ダンが使用したデッキとして、「馬神ダンデッキ 太陽の合体ドラゴン」や「馬神ダンデッキ ブレイヴセンチュリオン」が発売された。
紫乃宮 まゐ（しのみや まい） / ヴィオレ魔ゐ
声 - 川澄綾子
本作品のメインヒロイン｡2年前から髪を伸ばし続け、腰付近に届くほどのロングヘアーになった。貧乳。カードバトラーとしての実力と生身での戦闘力は健在。前作では元紫のコアの光主。
ネットアイドル兼カードバトラーの「ヴィオレ魔ゐ」であったが、彼女もまた世界からの迫害に打ち勝つことはできず、ネットアイドルを引退しブログも閉鎖。やるべきことが見つからなかったため、とりあえず髪を伸ばしたとのこと。グラン・ロロでの日々に充実感を覚えていた故、異界王事件後に喪失感を覚えており、またまゐ自身も他の光主たち同様に周囲からの迫害を受けたため、世界の裏にいる者たちによる姿なき陰謀・迫害を思い出した際、表には出さないものの恐怖に震えていた。
戦いを求めるダンを未来へ連れて来た本人。前作でも見せたパソコンの技術を生かし、ソフィア号オペレーターとしてサポートに徹する。ユースやプリムからは「まゐ様」と呼ばれる。魔族と戦いもしないで降伏しようとしている人間たちに対して物怖じすることなく啖呵を切るなど芯の強い性格は変わらないが、かつての陽気でお転婆な性格はなりを潜め、時にはデッキ調整を終えたダンにお茶を淹れたり、単独行動を犯したユースに対し鉄拳制裁を加えるクラッキーを制止するなど、ダンを始め仲間のよき理解者・相談者として落ち着きと包容力を併せ持った大人の女性に成長しており、その落ち着きや物怖じしない性格からシーマに気に入られている。前作で共に旅をしたことで、次第にダンのことを異性として意識し続けるようになり、彼が危険なバトルに身を投じていく度に、胸を痛めながらもその身を案じ続けており、その際には髪を弄るのが癖になっている。
当初はソフィア号のオペレーターとしてダンをサポートしていたが、獄龍隊の登場の頃より人々や魔族の間に流れてきた「噂」から、異界王事件後の迫害と同様の「何者かの暗躍」による情報操作に気づくも己が無力感を感じ、魔族と人間のために自分にできることを模索し始める。そしてバローネが自ら魔族を束ねることを決意しダンとの決別宣言をした際には「自分のやるべきことを見つけた」と言い残し、ダンとの別れに涙を流しながらもソフィア号の仲間の下から離別。
人間の魔族の懸け橋として、魔族のオクトからの移住を手伝うべく、バローネの右腕として名をかつての「ヴィオレ魔ゐ」に戻した。その後はオクト崩壊後に備えた移民地獲得のために魔族とのバトルに明け暮れるが、ソフィア号で過ごした記憶が心につかえているためにほとんど笑うことがなくなった。
やがて、イギリスにあるバトスピ博物館にあったダンの経歴から、彼が過去の時代より消息不明になってしまっていることが明らかになり、それはつまりダンが未来に残ったか、あるいは未来で命を落としたのではないかと予測。ダンを失ってしまうことを強く恐れ、未来に連れて来てしまったことを後悔。デュックの12宮Xレアを奪い、さらにはバローネとの決戦に挑もうとするダンを止めるためバトルを挑む。しかし、異界王の業を背負うまでに成長していたダンには敵わず、ずっと胸の内に秘めていた想いを涙ながらダンにぶつけるが、それでも地球を救う引き金を引く決意は変わらず、ダンのまゐへの感謝の言葉を聞いたまゐは、彼の決意を受け入れるように最後の攻撃を受け敗北。ソフィア号へ帰還し、名も姿も元の名へと戻った。
「オペレーション・ゾディアック」にて、自らが恐れていた通り引き金になってしまったダンはその姿を消してしまい、悲しみに暮れてしまう。「オペレーション・ゾディアック」終了後は元の時代に戻り、長く伸ばしていた髪を切ってセミロングのヘアにし、世界に改めて向き合う決意をしながら、いつの日かまたダンに会える時が来るのを待ち続けている。
使用デッキは、かつてのダンの切り札「超神星龍ジークヴルム・ノヴァ」と獄将デュックが使用していた「滅神星龍ダークヴルム・ノヴァ」を中心とした赤と紫の混合デッキ【ダブルノヴァ】。「超神星龍ジークヴルム・ノヴァ」はガスパールとの回遊中に発見したイギリスのバトスピ博物館に展示されていたダンのデッキ（異界王を倒したものと同一）から回収したもの。後者はデュックが遺したものをバローネから託される。
『ケロケロエース』の漫画版ではダンたちと共に現代に帰還し、ダンと共に異界魔族の子供たちの面倒を見ている姿が描写されている。
クラッキー・レイ
声 - 小野大輔
元黄のコアの光主で、まゐと共にカザンの元へ召喚された。「麗しのソフィア号」艦長。艦長帽を斜めにかぶり、普段右目は隠れている。
与えられた艦に勝手に命名したりとマイペースぶりは健在だが、以前よりもおちゃらけることは少なくなり冷静沈着で落ち着いた性格となっている。しかしながら乗り物酔いは健在で、ユースには「安全運転」を徹底させている他、宇宙活動の訓練や宇宙へ上がる際でもグロッキーになっていたほど。
12宮Xレア探索の最中、このままでは12宮Xレアが集まらないのではないかと不安に駆られ、ダンとのシミュレーションを兼ねたテストバトルの最中では、「なぜコアブリットに乗るのがダンでなければならないのか」「異界王との最後の決戦の際になぜ自分は名乗り出なかったのか」など彼に嫉妬していたことを吐露した。しかし、バトルの中でダンが「自分の勝利に迷わない男」であると思い出し、嫉妬心を振り切って「自身は全力でダンをサポートする」と決意を新たにした。
ダンが黄属性のカードを使った際には呟くように「君が黄色を使う姿をもっと見たい」と語ったり、ルガインが使用するグレムリーを見て興味を示すなど黄属性に対する愛着は健在。前作に引き続き黄属性の天霊デッキを使用。本作品では基本的にダンの後方支援の立場にあり直接魔族とバトルを行うことはないが、緊急事態に陥った時には自らバトルに赴く姿勢を見せるように普段の鍛錬は怠っていない。ダンのバトル中、ユースとプリムへのバトルの解説役も務めている。ダンとのバトル時には「何もかも破壊したい気分」と、ダンのデッキを意識した赤黄の混色デッキを使用した。また味方サイドとして初めてブレイヴを使用している。
自身の身の上は余り話したがらないが、家族はすでにいないとのこと。「オペレーション・ゾディアック」後、恋仲になったアンジェと共に生きるべく、未来に残り続けることを改めて決意する。エピローグでは宣言通りに未来に残り人間側の代表として式典に参列している。
『ケロケロエース』の漫画版では他の光主たちと共に過去に帰還し、光主の一人として魔族との共存するための活動を行い活躍している。
ユース・グリンホルン
声 - 柿原徹也
「麗しのソフィア号」の操舵を担当する13歳の少年。
異界王事件がきっかけとなって出現した異界魔族たちによって自分の両親らを失っており、それ故当初は異界王を倒したダンに対して反抗的な態度を取っていた。ついには魔族を思いやるような態度を取る彼に憤慨し、ソフィア号から離反しかけるが、まゐからかつてグラン・ロロで共に旅をしたズングリーの話を聞き、ダンの行動を見守ることにした。人間と魔族両方を救おうとする彼の行動を見るうちに考えを改めていく。魔族に対しても同様に嫌悪を抱いていたが、ルガインとの出会いを通じて、バトルの腕前の研鑽とダンや魔族たちへの考え方を変えようと努力するようになり、再びオクトへ向かう途中に立ち寄った故郷で再会したカレンには驚かれている。
ダンに対しては年上ということもあり基本的には敬語だが、呼び捨てでありタメ口といった対等な口調で話すことも多い。両親は故郷のオーストラリアでレジスタンスを率いて魔族との戦いを繰り広げていたが、ジェレイドの策にかかり、公開処刑された。彼もまたレジスタンスに身をやつしていたが、幾度となく襲撃に失敗、海へ逃れたところを人類軍に助けられたことがプリムの口から判明する。
オルガとのバトルに勝利し、「宝瓶神機アクア・エリシオン」を手に入れたことにより多少の自信をつけたが、ダンの負傷を見かねて独断でデュックに戦いを挑んだ際、闇の聖剣の効果と魔界七将ベルドゴールの不死の効果のコンボに圧倒されデュックのライフを1つも減らすことなく完敗を喫し、帰還後クラッキーから鉄拳制裁を受ける。これにより自身がバトルフィールドで戦う力がまだないことを痛感し、ダンのテストプレイの相手として役に立ちたいと思うようになる。ダンとのバトルの中で異界王事件からの2年間の出来事を聞き、「自分のように生きるな」と忠告を受けた。魔光殿で両親の仇であるジェレイドを見つけ、仕留めるチャンスだったにもかかわらず、すでに魔族への憎しみだけではなくなった彼は、様々な思いに駆られて仇を討てなかった。その後はソフィア号の操舵手としてサポートを続け、最終決戦後は人類軍の制服を纏って式典に参列している。
デッキは赤の爬獣・星竜、青中心。バトルの腕前は、当初ターンシークエンスを間違えそうになる（1ターン目でコアステップをしそうになるなど）他、スピリットの召喚順や攻撃順を間違えるなど酷いものであった。しかし作中でのバトルを経て徐々に成長していく。デッキは激突王時代のダンが使用したスピリット、彼が未来で使い出したマジック「サザンクロスフレイム」や「サジッタフレイム」で構成される。最終的に、ダンとのスパーリングバトルでは白を含んだブレイヴデッキで挑み、彼から「これからの時代はお前たちが作れ」と言う旨のメッセージを受け取った。
プリム・マキーナ
声 - 伊藤かな恵
「麗しのソフィア号」のメカニックを担当する13歳の少女。その腕前は超一流。元々はストリートチルドレンだったが、好きなメカをいじれるという理由で人類軍に入隊。常に笑顔を絶やさない明るい少女。
エピローグでは人類軍の制服を着てユースと共に式典に出席している。
艦やスピリットをちゃん付けで呼んだり、「メカっこいい！」「メかわいい！」といった「メカ」という言葉を組み入れた独特の言葉を使用する。それゆえに自身のデッキもXレアを組み込んだ白の機人・武装デッキをメインにしている。
バトスピ未経験者だったが、グラン・ウォーデンの人形を作った際にスピリットが実際に戦う姿を見たいがために、人類軍の基地のバトルフィールドで剣蔵にバトルを挑んだ。バトルには負けてしまうものの、バトル中の剣蔵の姿に惚れてしまい、剣蔵を「剣様」と呼ぶようになった（それ以前は「剣蔵君」と呼んでいた）。以降、剣蔵と会う度に彼に見とれている。同じくバトスピ初心者で、同年代のユースとは友達のような関係。
バトルの腕前は転召を持つスピリット「翼神機グラン・ウォーデン」を第1ターンでいきなり召喚しようとしたり、リザーブに残ったコアをスピリットのレベルアップに使わないなど初心者的なミスが目立ち、まゐには呆れられ、剣蔵は苛立ちを覚えていた。
アンジュ・ロシェ
声 - ゆかな
24世紀のアストロノーツ。巨乳。2311年6月11日生まれ。フランス系アメリカ人。
魔族侵攻が本格化した頃に宇宙ステーション「HOPE」に着任し、コロニー建造のための実験や地球観測などを任務としていたが、魔族アルコルに侵入され撃退はしたものの帰還すらままならなくなり、やむなくコールドスリープに入った。
数世紀後、ダンたちソフィア号クルーが極点捜索のためHOPEに来訪したことにより、コールドスリープから復活。以後はソフィア号クルーと協力して極点を捜索するシステムの復旧にあたった。地球の危機を知り、リセット回避のためにHOPEの守り神である「光龍騎神サジット・アポロドラゴン」をクラッキーを通じてダンに譲渡した。
性格はおっとりとしていてマイペースだが、どんな状況でも自分の任務を完遂させようとする精神力がある。自分に関係のないことは知らないらしく、24世紀当時も激突王として有名だったダンの存在を知らなかった。その後はダンやクラッキーたちと共に地球に帰還、その後はソフィア号の搭乗として加わる。後にクラッキーからの告白を受け入れ、彼と恋仲になった。
ポメ
ソフィア号の自立型ユニットのロボット。ドラム缶のような形をしている。何体も搭載されており、被弾したソフィア号艦体の修理の他、乗組員たちの料理も担当する。
各種任務に特化したタイプも存在し、白兵戦用に改良されたタイプはリモコンを操作型。プリムと共に魔光殿でのまゐたちの撤退をかけたバトルロイヤルに参戦している。
アン
声 - 嶋村侑
魔族の赤ん坊の女の子。
ファンと共に人間の町で囚われていたところを、ダンがソフィア号に乗せた。父と母はどこかへ行ってしまったらしい。行動を共にするうちに自分なりの意思表示を示すようになる。凄まじいほどのタフネスを持つ。
ファン
声 - 遠藤綾
魔族の赤ん坊の女の子（作中では明言されていない）。言葉はアンよりもしゃべれず、アンが言ったことに続けて一言話すのが特徴。
赤ん坊だが、アンと共にソフィア号の食料を食い尽くすほどの食欲と、錠前を素手で真っ二つに引き裂き、ゾルダー愛用の鉄アレイを粉々に破壊する超人的な力を持っている。魔光殿では扉や壁を破壊しての包囲網の突破にも貢献した。エピローグでは式典に参列しアンと共にカレーライスを食べている。

### 人類軍
兵堂 剣蔵（ひょうどう けんぞう）
声 - 遠藤綾
元緑のコアの光主。中学受験を控えていたが人類軍の一員としてカザンに呼び寄せられ、人類軍のために研究などを行っており、ダン達の後方支援に回り、北極の「神々の砲台」探索や12宮Xレア捜索の支援をしている。未来では基本的に白衣姿に牛乳瓶の底のような眼鏡をかけているが、バトルの本気を出す際や私服姿の時は眼鏡を額にあげている。まゐからは「剣ちゃん」と呼ばれている。
バトルでは、前作と同じく緑の暴風を中心とした剣獣、樹魔、爪鳥、怪虫デッキを使用。自身のキースピリット「剣王獣ビャク・ガロウ」についてはその愛着を語っている。
「オペレーション・ゾディアック」終了後は、まゐや硯と共に元の時代へ戻った。
OP前のテレビの視聴についての注意文の朗読も担当。
硯 秀斗（すずり ひでと）
声 - 阪口大助
元青のコアの光主。世界放浪の旅に出ていたとされたが、後に剣蔵の誘いによって人類軍の凄腕情報部員として活動していることが判明する。まゐからは「すずりん」と呼ばれている。
異界王事件後、立場が危うくなった光主たちの中で、自分達を迫害していく人々に嫌気がさし「自分を誰も知らない場所に行きたかった」ために、単身で旅に出て、世界中を放浪していた。時には有り金全てを失うなどの命の危機も経験しながら、世界の多くを眺め経験し、かつての気弱だった性格から精悍な男へと成長。肌も日焼けしている。
放浪の中で針治療も覚えている他、人間のマフィア相手に平然と交渉するほどの胆力も身につけている。また、異界王事件後の出来事から、人々に関する噂や風評などは自分の目で確かめるまで信じないようにしている。昔からカード収集については並々ならぬ執念を持っていたこともあって諜報部員としての実力は確かで、12宮Xレアの半数近くを発見。
「オペレーション・ゾディアック」終了後は元の時代に戻り、国連前を訪れるなど世界の旅を続けている様子。
バトルスタイルやバトルに対する姿勢も変わりかつては青属性のキーワード能力である「粉砕」「強襲」とネクサスの連携を活かしたプレイングを好んでいたが、ダンとのバトルでは青属性のカードだけでなく黄属性と赤属性のカードを使用している。時には命の危険なども経験したことから、手袋は相変わらず着けるもののカードを過剰に大事に扱うような仕草は無くなった。
カザン
声 - 乃村健次
人類軍長官。激突王時代、グラン・ロロに来たダンの初陣のライバルで「呪撃のカザン」と呼ばれていた元・紫デッキのハイランカー。
現在はゾルダーから長官の座を引き継いで人類軍を率いて異界魔族との戦いに身を投じ、東京にて指揮を執っている。ゾルダーの命令でダンを未来の人類を導く救世主として呼び寄せ、彼に未来のデッキを与えた。
人類軍を指揮しながら、時には人間たちから非難の声が出てもそれに屈することなくダンたちのサポートを的確に行う。
ステラ・コラベリシチコフ
声 - 雪野五月
人類軍の科学者。ダンたちを本作品の時代に呼び寄せるための機械を作るなど優秀であり、剣蔵と共に人類軍のブレインを務める。
元光主で周囲から評価されている剣蔵にライバル意識を持っており、彼の挙げ足を取ったりわざと名前を間違えたり、通信時に彼を押しのけ、大人気ない一面を見せる。バローネやイオラスなどの異界魔族を見て解剖したがるなど、マッド・サイエンティストな側面も併せ持つ。
飛行機の操縦なども可能だが、操縦桿を握ると人格が変わるタイプで運転は非常に荒っぽい。輸送機によるソフィア号への食糧補給を担当した際には、剣蔵がひどく酔ってしまっていた。
ゾルダー・グレイヴ
声 - 櫻井孝宏
カザンのかつての上司であり、前人類軍長官（存在だけは前作の会話で語られておりグラン・ロロに旅立つカザンに「翼神機グラン・ウォーデン」を託している）。現在はカードバトラー育成のための教官を務める。左目元に傷跡がある。暇があれば常に筋トレをしており無造作に投げつけたダンベルが壁にめり込んだり、パンチが壁にめり込むほどの腕力を誇る。荒々しくかつ大雑把で暑苦しい性格の自称「人類最強のカードバトラー」。肩に蝶の模様の痣がある。
かつては人類軍の長官として最前線で異界魔族とのバトルに明け暮れ、連戦連勝してきたが、自身のバトルでも追いつかないほどに勢力を増してきた魔族に対し、「自分一人では限界がある。ならば、自分並のカードバトラーが百人いればいい。いないのならば育てればいい」という考えに至り、そのため長官を辞めて教官となり、自らが率いる特殊部隊「センチュリオン」でカードバトラーを育成している。自分が実戦を離れている間に人類軍に隙が生じるのを防ぐために、ダンを強力なカードバトラーを100人育てるまでの「繋ぎ」として未来に呼んだ。
白の戦士の記憶を断片的に持っており（百瀬勇貴の生まれ変わり）、夢の中でダンがバトルをする姿を何度も見て、彼を呼ぶことを決めた。ダンに対しては人一倍厳しく（剣蔵いわく「鬼教官」）、悩む彼に対しては容赦なく叱咤するがそれはダンに対する期待と信頼の裏返し。ダンの事を誰よりも認めてもおり、最終作戦「オペレーション・ゾディアック」前には、ダンを優しくねぎらった。
獄龍隊の登場後には、バローネの思案で形骸化した三国同盟の目的に乗って、彼を艦に同乗させてオクトへ向かうことになる。魔光殿では、ダンたちを回収すべく独りで突入し、持ち前の戦闘力の高さでまゐたちの脱出を助けた。その後、色々あってフローラとバトルすることとなり、それ以降フローラが傍にいるようになる。「オペレーション・ゾディアック」前である49話での本人やバローネの台詞から、最終的に自分とフローラの関係を思い出した様子。
フローラと低レベルな言い合いをしながらバトルする姿を見たユースからは「二人からは王の気品も姫の清らかさもない」と言われてしまっている。前作37話で語られた、魔族が存在しない、異界王の介入がない未来の本来の歴史において、カザンは百瀬勇貴に似た男から「翼神機グラン・ウォーデン」を託されたとのこと。歴史の変化によって性格が変化した様子。
デッキは前作の百瀬勇貴のものとほぼ同様の「鉄騎皇イグドラシル」「天帝ホウオウガ」「終焉の騎神ラグナ・ロック」をキースピリットにした白と緑の混色デッキ。また、42話ではセンチュリオンデッキを使用している。
現在は傷のついた汎用型のバトルフォームを使っているが、人類軍長官時代のバトルフォームはボクサースタイルのものだった。
男性オペレーター
声 - 松岡禎丞
人類軍本部で情報の収集にあたるオペレーター。
女性オペレーター
声 - 嶋村侑
人類軍本部で情報収集にあたる黄土色の髪の女性オペレーター。25話ではゾルダーにからかわれる一幕もあった。

### 人間
ルチャ・リンブレイ / グレート・イーグル
声 - 子安武人
ザジが占領した町の住民。ザジに対して「俺は強い」と息巻いてバトルを挑もうとするも他の住民からは取り押さえられていた。
デッキは伝説と謳われる激突王と異界王のバトルに基づいたものであり、かつてのダンのバトルスタイルと異界王の「幻羅星龍ガイ・アスラ」をキースピリットに据えたもの。かつて覆面のハイランカー「グレート・イーグル」として魔族とのバトルに明け暮れる日々を送っていたが、3年前に圧倒的な敗北をしたトラウマから引退、故郷の町に帰って「鼻つまみ者のルチャ」として暮らしていた。しかし、ザジを追っ払ったダン（この時は激突王とは知らなかった）が本当に救世主なのかを確かめるべく再びグレート・イーグルの姿となり彼にバトルを挑む。ガイ・アスラを使ってダンを追いつめるが、ガイ・アスラの超覚醒でコアを大量に浪費したことが仇となり敗北した。その後、自分の正体を町民たちに明かし再び魔族と戦う意志を取り戻した。
ザック
声 - 坪井智浩
バローネとのローマを賭けた戦いに負けて以降、彼に従うことを約束した男。
バローネが領内にいる間「勝ったら解放してもらう」という条件の下、何度もバトルを挑んでいる。ダンの噂を聞き自分もいつかはバローネを倒せるのではないかと思っているが、バトルには敗北し続けている。魔光殿でのダンとデュックのバトルの際、ダンの口から12宮Xレアの存在を知り、仲間と共に探す決意をした。
バローネには何度も敗北しながらもカードバトラーとして信頼していくようになっていき、バローネから事実上簒奪する形でローマを支配することとなったザジにバトルを挑んだ。しかし心理的に動揺をかける戦術の前にデッキアウトで敗北。敗北しながらも最後まで諦めなかった姿勢に、バローネからは「最高の餞」と評価され、ザックもバローネを信頼するようになる。
「ダンは人類の敵」という噂が高まりを見せる中、イザーズに一枚のカードをバローネへ届けるよう託される。しかしそれはザジの策略による罠であり、方々を回って立ち寄った先で「12宮Xレアを持った人間がいる」というガセネタを耳にした魔族たちに絡まれたりなどの災難に見舞われた。砂漠の廃墟で行き倒れになっていたところを硯に保護されたことでようやくバローネと邂逅し、ネクサス「光の聖剣」を託した。
出会ったダンについては「噂」ゆえに最初は信頼していなかったが、ダンとのバトルの中で、最初はダンを信じ、次にバローネを信じ、結局は人任せで誰かに頼り依存し続けている自分の存在に気付いて反省し、ダンの覚悟を知ったことで彼に対するわだかまりを解いた。ゾルダーの勧誘もあったが、戦ってばかりいられないとルガインの誘いで彼に同行する。魔光殿での動乱後、シーマの取り計らいによりルガインと義兄弟の契りを交わし、人類と魔族の共存のために努力していく。
ジゼル
声 - 折笠富美子
セバンという町の人間の反乱軍のリーダーであるエド（声 - 大原崇）を恋人に持つ女性。そのため反乱軍を抑えんとするバルガダによって、バルガダと結婚させられそうになっていたが、クラッキーに助けられる。
オルガ
声 - 斉藤貴美子
とあるガラクタ屋敷の主。紫系不死、緑系神速を中心としたデッキを使うカードバトラーで、バトスピ歴75年らしい。彼女のバトルフォームはエプロンを模している。普段は素っ気ないが、ガラクタの価値を認める人間や、真摯な人間には優しく接する（ただしバトルスピリッツのプロお断り）。
現在カードバトルセンターはゴミ屋敷のような状態となっているが、昔は大勢の人が来ていたのか忘れ物のカードが大量に保管されている。
カレン
声 - 桑島法子
オーストラリアでレジスタンスを率いる戦士。ユースの幼馴染。
ユースの両親の処刑を彼と共に目撃しており、魔族に対する憎悪はかつての彼に劣らない。彼の変わり様を見て「両親が悲しむ」と嘆くが、ダンやバローネを見て、多少の理解を示した。人類軍を軟弱と信用しておらず、バトルスピリッツではなく武力による抵抗を続けている。そのため「金牛龍神ドラゴニック・タウラス」をあっさりユースに譲った。

### 異界魔族

#### 主要魔族
月光のバローネ
声 - 浪川大輔
ローマを領土とする異界魔族。カードバトラーとして強くありすぎたため終わりなき強さの深みに堕ち、より強い敵を求めながらもこの時代そのものに退屈を感じていた。領地を増やすことに執念を燃やす他の魔族と異なり、自らのバトルへの渇きを癒すために戦っており、彼の領地では連日バトルスピリッツが繰り広げられている。政治には見向きもせず、他の魔族との関係もあまりよくないが、自分に親しく接してくれるデュックにはそれなりに友情を感じている。
性格は傲岸不遜な上に自身に興味が無いことには無関心であり、女王であるギルファムを前にしても不遜な態度を崩さない。当初はバトルに執着するあまり統治者としての資質にも問題が多く絶対的な忠誠を誓っている部下さえも自身の意に反した行動を取った者に対しては蔑ろに扱う冷酷な一面も見られた。しかし、ダンに敗北し領地は剥奪。放浪の身となった自分を追ってきたイオラスとフローラの諫言と叱咤激励により2人の存在の大きさを痛感してその考えを改め、魔族の状況を打開しようと行動を開始する。
ダンを助けようとして獄将デュックに挑むも敗北して負傷。イオラスの機転で人類軍を頼ることとなる。そこで魔族と人類が元は同じ種族であることを知り激高するが、ダンの説得で落ち着きを取り戻し、自分の目で世界を見ることを決意する。
世界を見たバローネは、人間達も信頼に足る存在だと理解し、迷える人々や魔族の力になることを考えるようになる。魔光殿動乱後には、女王を失って混乱を極める魔族をまとめるべく魔族達のリーダーとして旗揚げ。自分について来たヴィオレ魔ゐに自らの右腕として活躍の場を与える。しかし、あくまで暗闇に迷う魔族の灯火になろうとしているだけで玉座に座るつもりはなかった。
その後、全ての12宮Xレアが集まったことで、「引き鉄を引く者」を決めるべく神々の砲台にてダンとバトルを行う。お互いの手の内を知り尽くした二人の戦いは熾烈極まりないものとなるが敗北。エピローグでは魔族の代表として式典に参列し、引き鉄となって姿を消したダンを「我が友」と呼んで彼の言っていた言葉を参列者たちの前で伝えた。
暴将デュック / 獄将デュック
声 - 浜田賢二
アジア地域を支配している異界魔族。粗暴な者が多い魔族には珍しく、ルガインに対してバトルスピリッツの上達だけでなく統治方法も学ばなければならないと語るなど、卓越した統治者でもあり、彼の領土は平安を保っている。東京侵攻の際、その街並みには「新旧の文明が醸し出す絶妙な味わいがある」と語っていた。妻のシーマには常に「カードバトルで自分の身に何があっても対戦相手を恨むな」と伝えていた。バローネいわく「国を愛し、民を愛し、何より家族を愛する誇り高き武人」。ルガインを含めた6人の子供がいる。
ダンが未来で最初に戦ったカードバトラーで、東京を賭けて戦うも敗北。しばらくしてバローネ同様ヤルタに呼ばれ、ザジに三国同盟を持ちかけられた際は誘いに乗った。ダンが魔光殿へ殴り込んだ際、ダンとのバトルに名乗りを上げるも敗北。罰として収監され、拷問と改造を受け、保釈と同時に獄将デュックとして復活した。
復活後はジェレイドたちの改造で右腕と左眼に機械を装着したサイボーグのような姿になり、記憶を失い、残虐な性格へと変貌。紫中心のデッキを使用。獄龍隊の隊長として女王の意に背く者の「狩り」を行っている最中にコアブリットで脱出してきたダンをコアシップで捕らえる。バローネ、ダンとのバトルも制し、3枚の12宮Xレアを没収するなど、高い実力を見せた。
オクトでの動乱の際にはギルファムを殺害（この時点では影武者とは気付いていない）。脱出とダンの持つ12宮Xレアを賭けてバトルをするも敗北。姿を消すが、記憶喪失となった挙句、ザジのアジトに幽閉されていた。12宮Xレアのことしか頭になくザジの所持していた3枚を奪ってオアシスの村の遺跡に落ち延び、偶然立ち寄ったダンと拳を交わす中で記憶を取り戻し、妻と息子との再会を果たす。「オペレーション・ゾディアック」開始前にユースたちに隠居することを伝え、最後のバトルを見守った。エピローグでは式典に出席している。
獄将デュックの残虐なキャラクターについては制作側はかなり注意されたという。

暗闇のザジ / イザーズ
声 - 鈴村健一
スロバキア伯。仮面をつけている異界魔族。スロバキアを領地としている。人を食ったような性格で、子供を人質に取って卑怯者と罵られても褒め言葉と解釈したり、ジェレイドに対しても慇懃無礼な態度で接する。また、イカロスの伝説やヤルタ会談など、人間の歴史に詳しい一面も持つ。普段の一人称は「私（わたくし）」でおちゃらけた態度で接するが、本性を見せる際は一人称は「俺」となり、傲慢なしゃべり方となる。側近として双子の男女がいる。
バトルの腕前は自称「連戦連勝」だが、キャッスル・ゴレムの効果を不発に終わらせるなど、抜けたところがある。ダンと初めてバトルした時にはライフが残り一つ・場の状況は一見ザジが不利となるや、会議があると言い訳して逃亡するなど、プライドのなさを見せた。また、フローラからバトルを挑まれたときははぐらかして避けた。しかし実際のバトルでは、自身の仕草や相手との会話によって相手の感情を乱し思考を鈍らせる、つまり相手を暗闇の中に置かせるような戦い方を得意とすることから「暗闇」の二つ名を持つ。
そして彼は、表向きの顔であるザジと裏の顔であるイザーズを巧みに使い分け、獄竜隊を設立するなど、世界を破壊へと導こうとする。
子供の頃の彼は、元は貧民区の出身で、連れている双子の配下と支えあって生きていた。施しを受ける生活に甘んじるのを嫌がった彼は、物を与える側になりたいがゆえに、容姿が優れていたのを利用して富裕層の魔族に双子と共に自分を売り込み、おかげで貧民街は物であふれ、人々は彼らに感謝した。しかし自分たちは、その富裕層の魔族に仕えることになり、自分たちの美しさゆえにその魔族から古代魔法の実験台にもされるなど、虐待を受けていた。最終的に古代魔法を習得して逆にその魔族を手にかけるものの、運悪くその地域が人間によって取って返され、「顔がきれい」であるがゆえに今度は人間のものとなってしまった。
そんな過去ゆえに、イザーズは自身の素顔を嫌っており、彼が世界の崩壊を望むのは、この世界を呪い、世界への復讐を誓ってきたからである。同時に、一緒に育ってきた双子のことは何よりも大事に思ってもいる。
ダンとのバトルで自身の過去を吐露するが、異界王との戦いを経験している彼からは、「滅ぼした後のヴィジョンがない」と一蹴され倒された。だが倒される直前、ダンにイザーズが絶望しながらも彼なりに必死に世界にあらがってきたのだと慰められ、おだやかな笑みを浮かべた。ダンとのバトル後、彼から南極に来て時代が変わる姿を見に来るように促され、南極に向かう。そこでユースやルガインたちと対峙した際に「自身が憎くないのか」と投げかけるが、未来を見据える二人から「世界を変えるために力を貸して欲しい」と言われたことで潔く敗北を認め力を貸すことを了承、ダンとバローネのバトルを見届けた。エピローグでの式典に参列している。
ソーサラーのルガイン
声 - 松岡禎丞
デュックの後継者。父親を「親父殿」と呼び、国の長としても父としてもカードバトラーとしても尊敬している。他者には柔らかな物腰で接する。人間と魔族を同等に扱う父の教えもあってか、ユースに憎しみを感じさせなかった。
カードバトラーとしてマジックデッキを用いり、それなりに有名。低コストのスピリットしかいないが、バローネには「味のあるデッキ」とされる。父親がダンに敗北した後、ギルファムから巨蟹武神キャンサードを与えられ、父が敗北したにも拘らず晴れ晴れとしていた理由も知るべくダンにバトルに挑むも、敗北。ダンの実力を認め、「あなたが持つのにふさわしい」としてキャンサードを彼に託した。獄将デュックとなった父と対面するが、獄将以外の呼び名を拒まれた上に暴行を受ける。ユースの敗北で国が獄将デュックの支配下になった後は、獄将を討ち取って国を奪還する決意を固める。国を追われた後は母や兄弟、慕う住人たちと共にコアシップでいずこかへと出航し、新たな国造りに向けて奮戦する。その後偶然にもダンたちと合流し、ザックを連れて再び別れ、魔光殿の動乱の際には援軍を引き連れてダンたちの危機に駆けつけた。
魔光殿での動乱後も奮闘しているが、シーマによってザックと義兄弟の仲になった。カザンと共に人類と魔族が協力するという旨の会見を開くが、イザーズの乱入によってその思いを砕かれてしまう。その後は母に扮したギルファムと共にザジの元を訪れ、彼女共々人質にされてしまうがダンが勝利したことで無事に解放された。南極に向かった際に一連の事件の元凶とも言えるイザーズと対峙するが、ユースと共に「未来を作っていくために力を貸して欲しい」と憎しみではなく未来への強い覚悟をもって宣言している。

#### 獄龍隊
獄将デュック
#デュックを参照。
冥府魔道のラーゼ
声 - 石川英郎
バルガダの部下の異界魔族。左眼以外マスクが顔を覆った男。抗争を続ける人間と魔族の未来を憂慮し、「人間が魔族の支配を穏やかに受け入れる世界」を目指すバルガダの理想に共感し彼に仕えていた凄腕カードバトラーであり、ダンとの対決まで人間に敗北したことはなかったほど。しかし、バルガダは統治領で反乱を起こされかけ、土地の支配権をかけ、ラーゼは【呪撃】を使いダンに挑むも敗北。
その後、人間に反乱を起こされかけるようなバルガダに対し「バルガダには人と魔族を導く力はない」と見限り、あてもなく放浪し虚しい日々を送っていたところをデュックに戦いを挑み敗れ獄龍隊へ入隊。「理想ではなく力を持つ者だけが時代を動かせる」という考えに至り、「デュックこそ力・正義」と語るほど彼に心酔していた。再びダンと拳を交え、ネクサス「闇の聖剣」を軸に「冥王神獣インフェルド・ハデス」をキースピリットにしたブレイヴキラーデッキで彼を追い詰めるも、新たなブレイヴデッキを駆使するダンに逆転され、孤高の信念ではなく力におぼれていたことを指摘され敗北。バトル後、ダンに「またバトルフィールドで会おう」と誘われ、最後はダンに友情を感じていたようだが、獄龍隊の掟ゆえに消滅し死亡した。
ケイト
声 - 渡辺明乃
「地獄の看護人」の異名を持つ獄龍隊員でありデュックに忠誠を誓う。看護婦のような服装をしている。残虐だが自信に満ち溢れた誇り高きカードバトラー。紫主体の黄色を混ぜたブレイヴキラーデッキを使用する。獄龍隊にいるだけあり実力は高く、ゾルダーをして「よく考えている」と言わしめた。
バローネが立ち寄った村に12宮Xレアがあるという噂を聞き、独りで乗り込んだものの、偶然いたバローネからカードはないと聞き、彼の人となりを知るゆえにそれを信じる。村に用はなくなったが、カードバトラーとして個人的に彼にバトルを挑む。バトル中にバローネ（ひいてはダン）を罵倒するも、バローネの新たなキースピリットの前に敗北。拳を交えられたことを喜んでいたが、最期までバローネやダンの意思・志を理解することなくラーゼ同様消滅した。
デザインモチーフは異名通り看護師だが、十字は使われていない。
美食のギルギス
声 - 鳥海浩輔
オーストラリアで活動をしている獄龍隊員。食事の時間を好み、邪魔する者は容赦しない。カメレオンのような男で、常に丁寧口調で話す。緑の剣獣、樹魔デッキを使用。カードを引くときは舌を使い、バトルの随所でグルメに関する用語を多用する。ソフィア号一行がオーストラリアに来たことでレジスタンスをあぶりだす作戦に出ようとしたが、ダンに敗北し消滅。
ワタリ
声 - 武虎
バローネの元部下の獄龍隊員。豚のような男で鼻にピアスをつけている。青の造兵デッキ破壊を中心としたカードバトラーデッキ破壊でキースピリットを落とされたときに落胆する顔を楽しむ。
志を持たず、理解せず、「自分が食えて馬鹿騒ぎができればそれでいい」という、良くも悪くも目先のことにしか興味のない男。
獄龍隊に所属するカードバトラーというだけはあって実力は高く、バローネとのバトルではデッキアウトで追い詰めるが、運悪くバローネにキースピリットを引かれて形勢が逆転。敗北し消滅した。

#### 魔光殿
ギルファム
声 - 根谷美智子
異界魔族の女王。常にゆったりと構え相手に余裕を持って接するが、裏切り者や敗北者には容赦なく罰する。王宮から魔力を使いバトルフィールドに思念体を映す、複数の対象の特定の部位のみを麻痺させるなど能力も高い。カザンの台詞によると、数百年は生きているようでマギサの名前も聞き覚えがあるらしい。また、博識でも知られ、バトルフィールドの発見は彼女によるものと伝わっている。
地球へ残った当時は、異界王の支配の時代から迫害を受けてきたために人間への復讐心しか持っておらず、その結果として現在の魔族の支配に繋がっている。本来は懐も深く優しい心根の持ち主であり、ダンたちと出逢いやそれにまつわる動乱によって復讐心も変わりつつある。
ダンの要求を呑んで以降、さらには獄龍隊の狼藉によって他の魔族からは不満が高まっており、ジェレイドの裏工作によってそのことを知らずにいたが実際は彼の企みを見抜いており、フローラの目的も知った上で助力を求め、魔光殿へ突入するバローネとメムノンのバトルで事の顛末を悟った。
ザジの扇動による魔族の暴動が起きた際、オクトからの脱出を促されても民との対話を望んで留まろうとしたが、その果てにデュックに刺殺され、ザジたちの暗躍によりバローネが彼女を殺害したことにされてしまう。しかし刺殺されたのは影武者のルクレチアで、本物の彼女はルクレチアに変装して生きながらえており、メムノンと共にルクレチアの亡骸を見取った。その後、クラッキーの提案によりそのまま亡くなったことにされ、一部の者しか知らない無人島で隠居する。
ダンとザジのバトルが決着した後に幻影魔法で魔族至上主義たちの前に姿を現し、自身の生存を伝えて降服するように勧告し、再び歴史の表舞台に立つ。その後はバローネにダンとバトルするよう要請した。エピローグでは式典に参列している。
大公ジェレイド
声 - 白熊寛嗣
ギルファムの側近で、大幹部の筆頭格。鹿のような角と立派な体格が特徴。カードバトラーではない。オーストラリアにいた頃、レジスタンスに対する見せしめとしてユースの両親を処刑した過去がある（彼自身は覚えていなかった）。ザジによるとダンの出現によって浮き足立った魔族と人間の隙を衝いてギルファムの失脚を狙っているらしいが、実はザジと密通している。また、収監されたデュックを利用して獄龍隊と呼ばれる私兵部隊を結成し、その長に就かせている。さらに、デュックが奪った12宮Xレアを手中に収める。しかし当人はその掌の上で踊らされていたに過ぎず、不要と見なされ始末された挙句に12宮Xレアもザジの手に渡った。
『ケロケロエース』版の漫画でも登場。ギルファムの忠臣で赤使いのカードバトラーであるなど、設定に差異が多い。
武人メタルカス
声 - 町田政則
大幹部の一人。圧力鍋のような顔が特徴。直情的な性格で、興奮すると角が蒸気ピストンのように上下する。ソロン同様ジェレイドに加担しており、最後はソロンと共に捕えられた。ザジにとっては脅威にもならず利用価値もなかったためほとんど関わりがない。後に罪を許され、エピローグでは式典を見物していた。
賢者ソロン
声 - 喜山茂雄
大幹部の一人。顔が痩せこけていて、トナカイのような角が特徴。後に罪を許され、エピローグでは式典を見物していた。
 麗人ルクレチア
声 - 嶋村侑
大幹部の一人で紅一点。常に仮面とローブを身に付けている（亡くなるまで素顔は明かされなかった）。
ギルファムとは長い付き合いにして、彼女が心を許せる親友であった。ギルファムの休暇の際など女王の影武者を務めることもあったようで、最期は彼女の影武者として命を落とした。
メムノン
声 - 松田健一郎
「女王の盾」の異名を持つ魔光殿守備隊長。かつて人類軍の攻撃をたったひとりで退けた生ける伝説。実直な性格であり、昔は真っ直ぐだった魔族達の世界にも謀略がはびこるようになったことを嘆いてもいる。
デッキは白を中心に構成し、キースピリット凍獣マン・モールを軸に、城の如き守りを見せ付ける『「凍獣」の陣』を繰り出す。
センチュリオンと共に突入してきたバローネの真意を見極めるべく拳を交わし、互角に渡り合うも敗北。彼らに後を託し、ソフィア号と共にダンたちが残る魔光殿の盾となる。バローネが魔族のまとめ役を買って出た際には協力を申し出、魔ゐの決意に感銘を受け配下のガスパールを彼女の部下として仕えさせ、以降もバローネのサポートをした。

#### その他の魔族
翼のイオラス
声 - 三宅健太
自称・バローネの右腕のカードバトラー。ブルドッグのような顔が特徴。首輪をしており、それを右手で握る癖がある。二つ名はザジによる命名。ザジいわくイオラスのキースピリット「翼神機グラン・ウォーデン」にちなんだというが、その例えとしてイカロスの伝説を皮肉にして話している。性格は単純でどこか憎めない。バローネの領土のほとんどはイオラスによるものらしい。
バローネに仕えられるだけで満足だというが、「彼に負けた奴=ダン」に肩入れしていると思い不満げにしているところをザジに唆され独断でダンに戦いを挑み敗北、バローネからは見捨てられてしまう。 バローネがローマを剥奪された際にはフローラと共に彼の元へ戻るも一度は別れることになるが、シカゴで覇気を失っていた彼と再会した際にはフローラと共に説得・叱咤激励し、甲斐あって再びバローネに仕えることになる。
バローネがデュックとのバトルで重傷を負った際、ソフィア号クルーたちに涙ながらに土下座して協力を請うた。バローネが魔族をまとめるために旗揚げした後は12宮Xレアの捜索に携わり、バローネのために尽力した。
バトルスタイルはバローネを真似ており、ザジやクラッキーからは「忠犬」と呼ばれていた。
フローラ・パフューム
声 - 本多陽子
バローネに仕えているピンク色の髪やアイシャドーが特徴の魔族の少女。彼を慕っており、自らを忠実な部下と名乗る。一見すれば魔華をたしなんだり大人しく礼儀正しい少女だが、コアブリットを撃ち込んでソフィア号に単身乗り込む大胆さを持ち、まゐに勝るとも劣らぬ戦闘力も備える。
バローネがダンに夢中になる理由を知るべく彼にバトルを挑む。キースピリットのアタックを誘われ、ラグナ・ロックによるアタックを決めたものの敗北。この件を通してバローネのバトルに対する心情を理解するが、主君であるバローネからは見捨てられてしまう。
バローネ追放の際に、イオラスと共にローマへ戻り、ザジを非難するも一度はバローネと別れる。その後、シカゴで彼と再会し覇気を失ったその姿を見て激怒し、わざと彼を挑発してバトルを通した諫言と叱咤激励を身を挺して行う。その行動は甲斐あってバローネとの絆を取り戻し、再び彼に仕えることになる。
魔光殿の動乱の後、些細なすれ違いから花を摘み食いした挙句吐き捨てたゾルダーに憤り、彼と激突。二人の過去生のことは思い出さなかったもののその後は心が通じたのか「兄様」と呼ぶようになる。彼がギルファムに見入っていたところを嫉妬していたあたり想いは強い。49話でのバローネの台詞から、自身とゾルダーの過去を思い出した様子。エピローグでは百瀬華実が着ていたものと同じデザインの服を纏って式典に参列している。
バトル時にはパンク・ロックのようなバトルフォームを身に纏い、性格も荒々しく過激になる。飄々としているザジはその様を「はまぐれバトル」と形容し、行動力を恐れる。しかしドローカードが無いため手札事故を起こしやすく、本来ならばダンとのバトルでは彼がジーク・アポロドラゴンを出す前に敗北していた。
バトルフォームのモチーフは、手塚治虫の漫画『プライム・ローズ』の主人公の服装から。
バルガダ
声 - 高塚正也
セバンという町を治める魔族の領主。猿のような容姿。カードバトラーのラーゼを雇い、魔族にしては穏やかな統治者でジゼルと結婚することで人間と魔族の融和に努める領主と言われるが、実際はセバンの人々の多くは一部の富裕層を除いて困窮にあえいでいた。そのため人間に反乱軍を組織され、それを抑えるためにジゼルと政略結婚を目論んでいた。統治能力に不足している面はあるものの、政略結婚で抑え込もうとするなど知略に長けた人物。
最終的にダンにラーゼが敗北したことで潔く敗北を認めて町を離れた。彼の用心棒であった後にラーゼが語ったところによると「魔族の緩やかな支配を人間が受け入れる」という独善的な発想ではあるものの、本気で魔族と人類の行く末を案じており、ダンさえも「どこか憎めない」と評していた。しかしラーゼからは理想を実現する力が無いとみなされて離反されてしまう。その後別の領土を支配していたものの、雇っていたセレコウスに殺されかけるが、ぎりぎりで魔ゐに助けられ、その配下に付いた。
毒蜘蛛のシーマ
声 - 進藤尚美
デュックの妻であり、ルガインの母。着物を身に纏い、蜘蛛の脚のようなものが6本、背中から生えている。関西弁で喋る。ドスの利いた雰囲気を出している。厳しくも優しく、夫であるデュックを深く信頼する一方で、彼が獄将となってしまった際は「身内の恥はよそ様に見せたらいけない」と懐の短刀で落とし前をつけようとする。その雰囲気からユース・クラッキーには恐れられている。
夫が収監された原因であるダンを恨むことなく、彼の不器用ながらも実直な性格も見抜き、彼を支えるまゐとも意気投合した。ルガインが国を追われても「みんながついている」と励まし、ルガインとザックが人類と魔族のために行動するようになってからは、彼らが義兄弟の契りをかわすよう取り計らった。暴将デュックの帰還後は、彼を優しく迎えた。
振袖を着ている他にも和室を用意していたりと、この時代には珍しく日本の伝統文化をたしなんでいる。二つ名を持ち、バトルを見る際には高い洞察力を魅せるなど、かつては名うてのカードバトラーだったことを伺わせる。
ガスパール
声 - 平川大輔
バローネの懐刀となった魔ゐの部下。メムノンいわく頼れる漢。サポートとしてヴィオレ魔ゐを支える。
セレコウス
声 - 石川ひろあき
バルガダに雇われていたカードバトラー。半魚人の風貌。傭兵であり荒っぽいバトルをするといわれる。魔ゐとバトルして敗北したことでその軍門に下った。
ベネルド
声 - 中村悠一
コソボを治めていた魔族の男。バローネとは昔からバトルの腕を競うライバル同士。彼やイオラスとは「兄弟」と呼び合う仲でもある。かなりの好戦的な性格でシャドーボクシングをところ構わず繰り出す癖があり、「不安を消したいならバトルが一番」というのが彼の信条。青デッキの使い手である。
バローネの旧友ではあったものの、民衆の不安を取り除くこと・人間との融和を考えるバローネのやり方に反発。地球リセットの動乱に対し、「不安を消すなら戦うのが一番」と人間への総攻撃をすべきと語り、魔族の指導者としての地位をかけ彼にバトルを挑もうとするも、バローネを失うわけにはいかない魔ゐがその前座を引き受ける。魔ゐとのバトルではライフとデッキ破壊の両面で彼女を追い詰めようとするも、2体のノヴァの圧倒的な力とマジックコンボにより敗北。潔く負けを認め、バローネたちに協力することになる。
アルコル
声 - チョー
「109876」の囚人ナンバーを持つ24世紀の爆弾テロリスト。バトルでは赤の古竜、龍帝をメインにしたデッキを使用する。
極刑を受ける寸前で逃亡し、HOPEへ侵入するもののアンジュの手で撃退され冷凍状態にあった。HOPE内に爆弾を仕掛けソフィア号を奪うことを画策するも、ダンにバトルを挑まれる。永遠不変のルール『バトルスピリッツ』の元、ダンと赤デッキ同士の激突をし、彼との小細工なしのぶつかり合いに喜びながらも敗北。
爆弾が解除された後はダンの生き様を見て感慨にふけり笑みを浮かべながら、古いシャトルに乗って宇宙の彼方へ消えていった。テロリストではあるものの罪状の詳細は不明。彼自身正々堂々としたカードバトラーであり、彼が元々HOPEに逃亡したのも「安住の地」を得るためである。
最初に未来に来たダン同様、ブレイヴの出現には驚いていた。

### その他
ナレーション
声 - 諏訪部順一
タイトルコールやバトル中の状況・カードの解説を担当する。
異界王（いかいおう）
声 - 小山力也
かつて地球とグラン・ロロを融合させ、新たなる歴史の流れを創った男。未来に異界魔族の脅威を残しながらも環境汚染に苛まれた未来の地球を救ったことにもなる。ダンたちからも「敵」としては認識されていたが、世界と地球の真理を見、その先を案ずる者として一定の評価も得ていた。
本作品ではイザーズを退けた後に異界見聞録に触れたダンの心の中に現れる。時代を変えることの覚悟を改めて問い、「男の顔になった」とかつての戦いの頃とは異なり憎悪を感じさせぬ穏やかな物腰で彼を激励した。
ズングリー
かつてダンたちと共に旅したグラン・ロロ出身の少年。8話でまゐの回想の中で登場。
マギサ
かつてダンたちと共に旅した異界魔女。前作の最終決戦でダンがマザーコアを取り戻した際、彼の肉体がその力に耐えられないことを悟りマザーコアを引き継ぎ女神となり、異界と地球のゲートを閉じて二つの世界を再び分離した。二戦目のダンとデュックとのバトル中の回想に登場。
ギルファムは魔族が地球に残ったのは「長い間人間に虐げられてきた復讐かもしれない」と語ったが、光主たちに否定されている。ダンとバローネの最後の戦いの後に発動した引き金によりゲートが開きマザーコアの光が出現した。
百瀬 勇貴（ももせ ゆうき）
元白のコアの光主。かつてダンたちと求めるものの違いから敵対していたが、その後和解し共に旅をしていた。他の光主たちとは違い未来には来ていない。
異界王事件終結後、とある事件で命を落とした妹・華実の名誉回復を願っていたが、25・27話でのダンの話によれば「フィクサーの手にかかった」と言われている。
百瀬 華実（ももせ かじつ）
元マザーコアの光主。百瀬勇貴の妹で通称「虫愛ずる姫君」の異名を持つ。兄同様当初はダンと敵対しており途中から共に旅をするものの、前作のとある事件で命を落としている。
セルジュ
かつてダンたちと共に旅したヴィオレ魔ゐの執事。本作品ではガスパールがその役目を担うが、ダンとまゐのバトルの最中かつての仲間として登場している。

## 用語
バトルスピリッツ
現代や異界グラン・ロロ、そして未来において使用されるカードゲーム。略称は「バトスピ」。
異界グラン・ロロにおいて、全ての物事を決める決闘法として使われており、その流れをくむ異界魔族もまた決闘法として利用している。バトル前に勝者と敗者が条件を提示し、敗者は勝者に従うことが通例。
未来世界においてはバトルの勝敗に領土を賭けることで魔族は領土拡大をしてきている。人間の民衆の中にはバトルスピリッツではなく銃等の武器を持って魔族と戦うことを選んだ者もいるが、魔族にとっては「先を読み先手を打つ」バトスピと実戦は同じものであり、武器による抵抗も意味をなさず人間の抵抗者は処刑されている。バトスピによる領土を賭けた決闘・代理戦争は結果として無用な血を流すのを避けることに繋がっている。
中には「12宮Xレア」のような特別な力を秘めたカードも存在する。
ブレイヴ
未来で使用される4番目のカード。合体時はスピリットの手持ち武器や、鎧、装飾品に変形、体色すら変化させることもある。
通常はスピリットとして召還し、必要条件がそろえば自分のメインステップ時にスピリットへ自在に分離、合体が可能。合体することにより自身の持つ能力・BPを合体するスピリットに与えることができ、破壊されても残っているリザーブやフィールド場のスピリットからコアを分け与えればフィールドに居続けられる。ただし、シンボルを持たないものも存在する。
ブレイヴに記された条件が合えばすべてのスピリットに合体可能だが、通常は1体のスピリットに対し1体のブレイヴしか合体できない。しかし、この制限を無視するスピリットが存在し例として、ダークヴルム・ノヴァは効果により合体できず、光龍騎神サジット・アポロドラゴンは効果でブレイヴ2体と合体する「ダブルブレイヴ」が可能である。
12宮Xレア(じゅうにきゅうえっくすれあ)
超古代の神々（黄道十二宮の星座）を模した12枚のXレア。超古代人は星々の力を結集すべくこのカードを利用してきたといわれている。また、神々の砲台のエネルギーとしても用いるらしい。
全てのスピリットに共通して系統「光導」を持つ。召喚、軽減コスト、BPは通常カードと同等だが、その色のカード効果や、光導、星魂をサポートし、ブレイヴとの合体などは段違いで劣勢を逆転できる効果を持つ。
天蠍神騎スコル・スピア
所有者：馬神ダン→デュック→ザジ→デュック→バローネ
「光導・異合」。節足動物との融合体。「スピリット状態の全てのブレイヴに系統：光導・異合、BP7000のスピリットとして扱う」という効果を付与する。
古代の遺跡に保管されていた。ダンが最初に入手し使用した12宮Xレアである。
巨蟹武神キャンサード
所有者：ギルファム→デュック（ダンとの二度目のバトル時）→ルガイン（ギルファムより譲渡）→馬神ダン→デュック→ザジ→デュック→バローネ
「光導・殻人」。光導・星魂のアタックに対し相手は2体でないとブロックできないという効果を与え、さらに「相手のライフをアタックで減らした際に相手のライフをリザーブに送る」という効果も持つ。
古きグラン・ロロの緑の世界に伝わっていた。
宝瓶神機アクア・エリシオン
白の12宮Xレアで名前の由来は水瓶座の英名（アクエリアス）とギリシャ神話に登場する英雄たちが死後に住む楽園（エーリュシオン）。
所有者：オルガ→ユース→馬神ダン→デュック→ザジ→デュック→バローネ
「光導・武装」。腹部に巨大な顔と両腕に分かれた水瓶型手甲剣を装着しているのが特徴。合体していないスピリットのリフレッシュステップでの回復を一体だけ制限し、「光導・神星」に赤、紫、青の装甲を与える。
オルガのカードショップのカード置き場に保管されていた。
魔導双神ジェミナイズ
所有者：硯秀斗→馬神ダン
「光導・導魔」。表裏に白と黒の顔を持つ道化で、硯いわく「創造と破壊、二つの顔を持つ天空の魔術師」。自分のマジック使用後、手札にあるマジックのコストを踏み倒せる（使用は二回まで）。さらにこの効果を使用後に光導・神星を持つスピリットを召喚した際にはデッキを上から一枚オープンでき、そのカードがスピリットかブレイヴであるならノーコスト召喚する。
常に地脈に乗って地下を移動し続けていたらしく、地震や噴火の時にしか地表に出現しなかったため、被災地で目撃例を聞き歩いてようやく確保したことが語られた。
金牛龍神ドラゴニック・タウラス
所有者：カレン→馬神ダン
「光導・古竜」。黄金の角と翼を持つ竜。【激突】を持ちブロックされた時に光導・神星の数だけ、相手のライフにダメージを与える。
ユースの故郷オーストラリアの反乱軍の隠れ家付近にあった古代遺跡の深くに眠っていた。
魔羯邪神シュタイン・ボルグ
紫の12宮Xレアで名前の由来は独語で山羊座の意。
所有者：名もなき魔族→デュック→ザジ→デュック→バローネ
「光導・冥主」。相手のコアを外したときに、そのコアをトラッシュに置くという効果を持つ。
長江において水没した石仏の奥から発見された。
双魚賊神ピスケガレオン
紫の12宮Xレアで名前の由来は魚座の英名（ピスケス）と帆船（ガレオン船）。
所有者:硯秀斗→馬神ダン
「光導・無魔」。船体が深海魚のガレオン船。召喚時にフィールド上のスピリットからコアを1個ずつ取り除き、破壊されても道連れにする。
万里の長城付近の魚の遺跡にて発見された。
光龍騎神サジット・アポロドラゴン
所有者：アンジュ・ロシェ→馬神ダン
太陽神龍が白羊樹神によって転生した姿。「光導・神星」。二枚のブレイヴを合体させるダブルブレイヴが可能。
「アポロ」という単語が含まれているため、これと共にあれば計画が必ず成功すると言い伝えられており、アストロノーツの守り神として受け継がれ、24世紀頃の宇宙ステーション「HOPE」の守り神として保管されていた。
獅機龍神ストライクヴルム・レオ
所有者：イオラス→バローネ
「光導・神星」。太陽神龍と相打ちになった月光神龍が白羊樹神によって12神の一柱に転生した姿。【重装甲】紫・緑・白・黄を持つ。「光導・星魂」が疲労した時に回復する効果を持ち、合体時には系統：光導・星魂を持つ自分のスピリットに白のシンボルを追加することが可能。
スフィンクスの中に安置されていたが、硯が鍵を開けたところをイオラスに奪われてしまった。
天秤造神リブラ・ゴレム
所有者：硯秀斗→バローネ
「光導・造兵」。上半身が天秤の人造巨人。
入手場所は不明。ゾルダーがストライクヴルム・レオと共に賭けて、バトルに敗北したことでバローネの手に渡る。
戦神乙女ヴィエルジェ
所有者：魔族の長老の孫娘→デュック→ダン
乙女座を司る黄のXレア。「光導・天霊」。バトル時に相手のコストが素数（1から12の間、その数自身以外だと割り切れない2/3/5/7/11に当たる）のスピリットのブロックを無効にする効果を持つ。
白羊樹神セフィロアリエス
所有者：人間界のとあるマフィア→硯秀斗→ダン
牡羊座を司る緑のXレア。「光導・遊精」。レベル1,2,3の効果としてお互いのメインステップで系統：「遊精」を持たないスピリット全ては疲労状態で召喚される。
蛇皇神帝アスクレピオーズ
所有者：ザジ→バローネ
12宮Xレアに含まれない13枚目。へびつかい座を司る紫のXレア。
「光導・魔神」。古代魔法により、ジェレイドを始めとする獄龍隊の面々の魂を糧として生み出された存在。
異界魔族（いかいまぞく）
かつて地球とグラン・ロロが再分離した際に地球にひっそりと残った魔族（異界人）。異界人の中で最も凶暴な種族と謳われる。地球の環境に適応し進化し続けた結果、様々な外見の魔族が存在している。バトスピフェスタ2010では、バローネやデュックの角は、カチューシャのようなおしゃれグッズ（いわゆる飾り）であることが明らかとなった。
人間に対してバトルスピリッツで勝利することで土地の支配権を得ることができるため、多くの魔族は次々と領地を増やすことに執念を燃やしている。領地を持っている魔族には二つ名が冠せられる。多くは手にした領地で人間に対し圧政を敷いていることが多いが、デュックのようにうまく統治している場合もある。魔族は封建制であり、領地を持っている者は「（地名）伯+（個人名）」でも呼ばれる。領地において人間の権利は著しく制限されており、領地を出ることは重大な犯罪であるらしい。
徐々に独自の社会を築き上げ、瞬く間に数を増やし、勢力を広げていき人類との勢力構造を逆転させ、8番目の大陸と文明を生み出すに至る。地球の自浄作用が起きた場合に関して、バローネは魔族のほとんどはこれまでと同じように大災害が起きても魔族は進化して適応し生き残ると考えていたが、ギルファムによれば数世紀かけて地球の環境に適応したため大災害が起これば滅ぶらしい。
バローネをサンプルとしたゲノムスキャニングによって、生物学的には人間と魔族が同一の生命体であることが判明している他、硯によれば鍼治療も有効らしい。このことについて過去に紫の世界に迷い込んだ人間が環境に適応して異界魔族になったのではないかと推測されている。
オクト
コアを地球の中心核へ撃ち込んだことで太平洋上に生み出された8番目の大陸。地球が反作用を起こしている元凶。魔光殿もここにある。人類軍はメムノンなどの強者たちによって一度も侵攻できていない。大陸全域が強力な電磁場に覆われており、人類側の機器では通信もままならないが、ポール・ロストによって変化が起こっている。誕生の経緯から、極北の発射台のエネルギーを撃ち込むことで消滅する可能性が指摘されており、実際、神々の砲台使用後の天変地異に伴い崩壊した。
魔光殿（まこうでん）
女王ギルファムの居城。異界魔族の本拠地。大小の領主がひしめいており、4人の大幹部が権勢をほしいままにしている。
三国同盟（さんごくどうめい）
クリミア半島のヤルタにて、ザジの提案で決まった,ザジ・バローネ・デュックの間で密かに交わされた同盟。呼称はかつてドイツとイタリア、日本の間で結ばれた同盟に由来する。デュックからはヤルタと合わせて「皮肉な演出」と言われていた。
一応目的は女王失脚を狙うジェレイドから女王を守る、となっている。またそのためにダンを含む人類を仲間にすることが計画に含まれている。しかし、ルガインの告発（ザジが唆した）でバローネは領地を剥奪され、デュックがダンとの二度目のバトルで敗北。罰として収監されたことで、事実上短期間で崩壊した。
獄龍隊（ごくりゅうたい）
獄将デュックを隊長とし、ザジが集めた勇者なカードバトラーたちが隊員となった部隊。隊員共通の装備としてネクサス「闇の聖剣」をデッキに収容。表向きは12宮Xレアが元となって起こった争乱を鎮めるために、対外的にはギルファムが設立したことになっている。しかし実際はザジがジェレイドをけしかけて設立させたもの。
女王に敵対する者は魔族・人間問わず攻撃し、他の魔族の領土へ乗り込み恫喝同然に探すよう要求し各地を徘徊しているため評判は悪く、ザジの思惑通り女王への反発と不信感へと繋がった。また、「敗者必滅」「弱肉強食」の理念を掲げ、獄龍隊とのバトルでの敗者は一部の例外を除き、隊員を含めて基本的に消滅することとなる。その扱いについてはダンやゾルダーの怒りを買った。
人類軍（じんるいぐん）
人類世界を侵略する異界魔族に抵抗するべく組織された軍事組織。しかし、魔族の前に敗北を繰り返している。他にも街ごとに軍に属さないレジスタンス部隊が作られているケースもある。
センチュリオン
ゾルダー率いる、魔族に対抗するためのカードバトラー部隊。ゾルダーに鍛えられた精鋭ぞろい。訓練内容は筋トレ3時間、走り込み5時間、バトル7時間のハードなものらしい。
サモアを始め、魔族の支配領域をバトルで奪還して徐々に実績を挙げている。
センチュリオンデッキ
ゾルダーが対魔族用に考え抜いた構築デッキ。センチュリオン部隊が使用する。ジーク・アポロドラゴンを中心とした赤と白の攻防一体型ブレイヴデッキで、使い手次第でスタイルがわかるのが特徴。
コアシップ
未来世界で運用される飛行艦艇。名前の通り、バリアの展開、レーザーやミサイルを使用した戦闘も可能。艦はそれぞれクリスタルコアの力により稼働している。
人類・魔族ともに使用し、バトルフィールドの形成、コアブリットの収容も可能。
麗しのソフィア号（うるわしのソフィアごう）
クラッキーの座乗艦。艦名は勝手に名付けたらしい。人類軍最新型のコアシップ。バトルフィールドの形成も概ね本艦で行う。艦内の設備は複数のポメによってほぼ自動化されており、人間の乗組員はクラッキーを含む5人のみ。魔族の艦隊の攻撃によって中破するものの、プリムの手によって防御能力を10倍増しにして修復強化された。
初期設定では、人型ロボットに変形することも考えられていた。
気合のセンチュリオン号（きあいのセンチュリオンごう）
その名の通り、センチュリオンの座乗艦。プリムによってチューンナップされたほか、バローネも同乗していた。
獄龍号（ごくりゅうごう）
獄龍隊の座乗艦。簡素化された量産型も存在する。艦の至る所が刃物のようになっており、突撃してコアシップを切り裂く。不意打ちとはいえ、魔族のコアシップ艦隊をあっさり壊滅させる戦闘能力を持つ。
異界見聞録（いかいけんぶんろく）
前作より引き続き登場する、異界王が記した本。スミソニアン博物館に残されていた貴重な一冊。これによれば、地球は闇の勢力との戦いに決着を付けるべく作られた巨大なエネルギー兵器であるらしい。また、戦いに勝利した光の神々は勝利を祈念して平和を象徴する世界を作り上げたとある。
神々の砲台(かみがみのほうだい)
北極にあるとされる12宮Xレアをエネルギーとする砲台。センサーなどでも位置しか特定できなかったが、異界見聞録を鍵としてその姿を現した。当初は北極にあるとされていたが、極点の変化から南極で発見された。発射するためにはバトルフィールドと融合し、エネルギーを吸収しなければならない。
フィクサー
名称は前作の44話で登場。大資産家や軍産複合体のトップにして、表舞台には決して出てこないが経済や政治、マスコミの報道等に対して強い支配力を持つ。異界王は「見えざる政府」「世界をひそかに支配する資本主義の砦」と、ダンは27話にて「絶対に表に出てこないけど、世界をコントロールしている奴ら」と評している。世界の事実上の支配者層にして、経済を統制することで軍事・政治をコントロールしており、世界の戦争や貧困が続いている原因でもある。異界王は当初彼らを利用していたが、これらは異界王が壊そうとした旧世界の秩序・矛盾の一つでもあった。
異界王の出現の際は、それまでのエネルギーバランス・既得権益を崩しかねないコアのエネルギーをもたらした異界王を警戒し、彼に接近。一時的に異界王と手を結んでいた。
馬神ダン達は、異界王との戦いの後に世界の矛盾の原因である彼らの存在に気付き、その存在を公表し戦おうとしたが、それに対してフィクサー側はマスコミを通じて世論を操作することでダン達が「怪物」「危険人物」であるかのように印象づけさせ、自分達への批判をかわすためのスケープゴートにした。更にそれでも戦おうとしたダンの仲間である百瀬勇貴を手にかけることでダン達の意志をくじき、戦いは敗北に終わってしまった。
未来の世界においては、異界魔族の台頭やコアのエネルギーが主体となったことで、彼らの勢力も無くなっている様子。
兵堂剣蔵の父も日本のフィクサーであり、日本政府の首脳陣が選挙で勝てるか否かの生殺与奪権を持っているほど。
異界王事件（いかいおうじけん）
異界王の勢力が、グラン・ロロと地球を融合させ、地球に侵攻してきた事件。前作の41話以降に相当する。異界王の巧みな政治的な手腕により、世界のほとんどの勢力が異界王の支配・協力関係に収まったが、異界王が「人類を進化させる」ことを目的として氷河期を起こそうと世界の人々に異界王の本性が知られ、最終的にダンがバトルに勝利したことにより事件は終幕した。
事件後、コアの光主たちは当初は英雄として持て囃され、いじめられっ子だった硯ですらスターのように持ち上げられるほどだった。しかし、世界の矛盾を正そうとする光主たちの言葉は届かず、逆にその矛盾の元凶の一つであるフィクサー達が彼らを排除しようと乗り出し、噂を流すなどして妨害してきた。
結果、次第に光主達は人々から言われもない中傷を受けたり怪物扱いされたりと疎まれるようになり、ついには華実の名誉の回復を願っていた勇貴も手にかかってしまう。
このことは光主たちの心に深い傷を残した。ただしその一人であるダンは「あの頃が異界王の気持ちを一番理解できていた」「異界王が現れる前から何も変わらず、異界王による希望を打ち砕いたことに責任を感じてじっとしていられなかった」「異界王にならないのが精一杯だった」とも語っており、当時理解できなかった異界王の心情を理解するきっかけともなっている。
バトルフィールド
バトルスピリッツで戦うための戦場。本作品ではコアシップによって形成されるものとなっており、元はギルファムが発掘したものとされている。前作のグラン・ロロのものを模したレプリカやカードバトルセンターにあるものも存在するが、レプリカの場合、ライフで破壊された衝撃のダメージは通常の10分の1である。獄龍隊バージョンは通常より数倍ものダメージを与える（ライフダメージのエフェクトは異界王とのバトルに酷似している）。東京に現れたデュックがフィールドの出現に驚いていたことから、人類側ではダンの出現までコアシップのものはあまり使用されていなかったらしい。
ステラたちの分析によると、周囲にあるリングが神々の砲台にエネルギーを供給する役割を持っているらしく、アンジュの提案で複数のコアシップによるトラクタービームの照射で砲台との融合を試みる。掛け声は「ゲートオープン! 界放!!」。
コアブリット
バトルフィールドへの移動手段となるメカ。その名の通り弾丸のような形状をしており、移動時は砲撃の如く射出される。着地する際はコックピットが飛び出すように変形してフィールド端の台座に差し込まれる。回収方法は不明だが、一応単体で自立飛行できる。
バトルフォーム
カードバトルの際に着装するプロテクターのようなもの。 本作品ではコアブリットに搭載されているものを使うが、前作同様カードバトラーごとに形状は異なる。ダンのバトルフォームは、ライフが埋め込まれている部分のラインの色が、ブレイヴ中は赤色からそのブレイヴの属性の色に変化し、ダブルブレイヴでは鎧自体が黒く変色する。
また、主にグラン・ロロのレプリカで使う別タイプも存在し、こちらは概ね統一されている。
デザインのほとんどは剛田チーズが担当。
カードバトルセンター
本作品の舞台となる未来世界の各地に点在するカードバトル用の施設。有料でバトルフィールドを貸出ししている。現実の世界のカードショップに当たる。
HOPE（ホープ）
24世紀頃まで稼動していた宇宙ステーション。コロニー建造に関わる実験や地球観測などの任務を負っていた。魔族の侵入により数世紀もの間放置されていたが、ソフィア号の来訪で再び起動する。当初無人と思われていたが、アンジュのみがコールドスリープに入っていた。

## スタッフ
- 企画・アニメーション制作- サンライズ
- 原作 - 矢立肇
- 監督 - 西森章
- シリーズ構成 - 冨岡淳広
- キャラクター原案 - 剛田チーズ
- キャラクターデザイン - 湯本佳典、石川てつや
- スピリットデザイン - 石垣純哉、今石進、丸山浩、ヒラタリョウ
- メカニックデザイン - やまだたかひろ
- CGプロデューサー - 柴田英樹
- CGディレクター - 井上喜一郎
- 美術監督 - 中村典史、鈴木武志
- 色彩設計 - 柴田亜紀子
- 撮影監督 - 貞光寿幸
- 編集 - 渡辺直樹
- 音楽 - 瀬川英史
- 音楽制作 - サンライズ音楽出版、ランティス
- 音響監督 - 藤野貞義
- チーフプロデューサー - 宝田寿也、尾崎雅之
- プロデューサー - 福嶋更一郎、若鍋竜太
- 制作 - メ〜テレ、サンライズ、ADK

## 主題歌
オープニングテーマ「free」
作詞・作曲 - 逹瑯 / 作・編曲 - 加藤貴之 / 歌 - カラス
エンディングテーマ
「熱烈ANSWER」
作詞 - 畑亜貴 / 作・編曲 - 増田武史 / 歌 - 小野大輔
小野個人としては初のアニメタイアップ曲（自身が演じる「クラッキー・レイ」としてではなく、あくまで小野大輔として歌っている）
「君がまってる」（50話）
作詞・作曲・歌 - 及川光博 / 編曲 - ローズ高野
前作の前期ED、前作同様最終回のエピローグに挿入される。

## 各話リスト
| 話数 | DVD 収録 | サブタイトル                                               | 脚本           | 絵コンテ          | 演出            | 作画監督                  | 放送日         |
| ---- | -------- | ---------------------------------------------------------- | -------------- | ----------------- | --------------- | ------------------------- | -------------- |
| 1    | 第1巻    | ブレイヴせよ! 太陽龍ジーク・アポロドラゴン!                | 冨岡淳広       | 西森章            | 西森章 河村智之 | 湯本佳典 やまだたかひろ   | 2010年 9月12日 |
| 2    | 第1巻    | 二人のブレイヴ使い 月光龍ストライク・ジークヴルム咆哮!     | 冨岡淳広       | 西森章            | 池野昭二        | 澤田譲司                  | 9月19日        |
| 3    | 第1巻    | 男と男の激突! 月光龍VS太陽龍!                              | 冨岡淳広       | 田辺泰裕 河村智之 | 田辺泰裕        | 鈴木幸江                  | 9月26日        |
| 4    | 第2巻    | 嘆きと怒りの女神デッキ                                     | あみやまさはる | 渡辺正樹          | 馬引圭          | しんぼたくろう            | 10月3日        |
| 5    | 第2巻    | 天翔るチャレンジャー 刃狼ベオ・ウルフ出撃!                 | 神山修一       | 池野昭二          | 池野昭二        | 菊池晃                    | 10月10日       |
| 6    | 第2巻    | 脅威のマジック! 天角獣バイコーン                           | 山田由香       | 高橋順            | 高橋順          | 長生中                    | 10月17日       |
| 7    | 第3巻    | 覆面の超覚醒! 幻羅星龍ガイ・アスラ                         | 小林英造       | 藤原良二          | 中島大輔        | 田辺謙司                  | 10月24日       |
| 8    | 第3巻    | 異界見聞録! 12宮Xレアの伝説                                | 冨岡淳広       | 渡辺正樹          | 渡辺正樹        | 石川てつや                | 10月31日       |
| 9    | 第3巻    | 暴風少女フローラ 天蠍神騎スコル・スピア迎撃!               | あみやまさはる | 馬引圭            | 馬引圭          | 石田智子 小磯沙矢香       | 11月7日        |
| 10   | 第4巻    | 宿命のバトル! 太陽龍VS月光龍                               | 神山修一       | 河村智之          | 齋藤昭裕        | 澤田譲司                  | 11月14日       |
| 11   | 第4巻    | 花嫁を救え! 黒翼竜バーン・クロウ!!                         | 山田由香       | 田辺泰裕          | 田辺泰裕        | 鈴木幸江                  | 11月21日       |
| 12   | 第4巻    | 初陣の機械神 剣王獣VS翼神機                                | 小林英造       | 池野昭二          | 池野昭二        | 湯本佳典                  | 11月28日       |
| 13   | 第5巻    | セイバーシャーク、月光龍にブレイヴせよ!                    | あみやまさはる | 高橋順            | 高橋順          | しんぼたくろう            | 12月5日        |
| 14   | 第5巻    | 人類の敵! 馬神ダン!                                        | 冨岡淳広       | 渡辺正樹          | 佐々木忍        | 菊池晃                    | 12月12日       |
| 15   | 第5巻    | 巨蟹武神キャンサード VS 天蠍神騎スコル・スピア!            | 冨岡淳広       | 渡辺正樹          | 中島大輔        | 田辺謙司                  | 12月19日       |
| 16   | 第6巻    | ローマの落日 俊星流れるコロッセオ!                         | 神山修一       | 河村智之          | 河村智之        | 鈴木幸江                  | 12月26日       |
| 17   | 第6巻    | 駆け上がれ! 太陽神龍ライジング・アポロドラゴン             | 山田由香       | 馬引圭            | 馬引圭          | 石田智子                  | 2011年 1月9日  |
| 18   | 第6巻    | 青き新ブレイヴ! 雷神砲カノン・アームズ                     | あみやまさはる | 加瀬充子          | 齋藤昭裕        | 澤田譲司                  | 1月16日        |
| 19   | 第7巻    | つかみとれ12宮Xレア! 水瓶屋敷の決闘                        | 小林英造       | 池野昭二          | 池野昭二        | 小磯沙矢香                | 1月23日        |
| 20   | 第7巻    | ダンVSクラッキー 宝瓶神機アクア・エリシオン!               | 冨岡淳広       | 田辺泰裕          | 田辺泰裕        | 湯本佳典                  | 1月30日        |
| 21   | 第7巻    | 復活のバローネ! 出現! 天王神獣スレイ・ウラノス             | 神山修一       | 渡辺正樹          | 佐々木忍        | しんぼたくろう            | 2月6日         |
| 22   | 第8巻    | ブレイヴキラー! 滅神星龍ダークヴルム・ノヴァ激震!          | 冨岡淳広       | 河村智之 高橋順   | 高橋順          | 石川てつや やまだたかひろ | 2月13日        |
| 23   | 第8巻    | 迎え撃て! ブレイヴスピリット VS ダークヴルム・ノヴァ       | 山田由香       | 加瀬充子          | 中島大輔        | 田辺謙司                  | 2月20日        |
| 24   | 第8巻    | ブレイヴキラー 獄将のネクサス・闇の聖剣                    | あみやまさはる | 河村智之          | 河村智之        | 菊池晃                    | 2月27日        |
| 25   | 第9巻    | 帰って来たあいつ! 魔導双神ジェミナイズ                     | 神山修一       | 池野昭二          | 池野昭二        | 鈴木幸江                  | 3月6日         |
| 26   | 第9巻    | 人間と魔族のはざまで                                       | 冨岡淳広       | 馬引圭            | 馬引圭          | 石田智子                  | 3月20日        |
| 27   | 第9巻    | ライジング・アポロドラゴン対メテオヴルム!                  | 冨岡淳広       | 渡辺正樹          | 齋藤昭裕        | 澤田譲司                  | 3月27日        |
| 28   | 第10巻   | 倒せ、ブレイヴキラー! 冥王神獣インフェルド・ハデス         | 神山修一       | 田辺泰裕          | 田辺泰裕        | しんぼたくろう            | 4月3日         |
| 29   | 第10巻   | 闇を照らせ! 月光神龍ルナテック・ストライクヴルム           | あみやまさはる | 河村智之          | 河村智之        | 小磯沙矢香                | 4月10日        |
| 30   | 第10巻   | 灼熱のセンチュリオンデッキ! 同一デッキ対決!                | 山田由香       | 高橋順            | 高橋順          | 湯本佳典                  | 4月17日        |
| 31   | 第11巻   | 変わりゆくもの 金牛龍神ドラゴニック・タウラス!             | 冨岡淳広       | 加瀬充子          | 中島大輔        | 田辺謙司                  | 4月24日        |
| 32   | 第11巻   | 迫り来る青のデッキ破壊 月光神龍、ブレイヴ不能!             | あみやまさはる | 池野昭二          | 池野昭二        | 菊池晃                    | 5月1日         |
| 33   | 第11巻   | ダンの正義! ストライク・ジークヴルム降臨!                  | 山田由香       | 馬引圭            | 馬引圭          | 鈴木幸江                  | 5月8日         |
| 34   | 第12巻   | 女王陛下の守護者（ガーディアン） 突破せよ、アーケランサー! | 神山修一       | 渡辺正樹          | 齋藤昭裕        | 澤田譲司                  | 5月15日        |
| 35   | 第12巻   | ブレイヴキラーVS馬神ダン                                   | 冨岡淳広       | 田辺泰裕 河村智之 | 田辺泰裕        | 石田智子                  | 5月22日        |
| 36   | 第12巻   | 魔羯邪神シュタイン・ボルグ降臨!                            | 冨岡淳広       | 渡辺正樹          | 渡辺正樹        | 石川てつや                | 5月29日        |
| 37   | 第13巻   | 血湧き花舞い踊る VSラグナ・ロックデッキ!                   | あみやまさはる | 河村智之          | 河村智之        | 小磯沙矢香                | 6月5日         |
| 38   | 第13巻   | さらばバローネ! 決別のブレイヴアタック                     | 山田由香       | 加瀬充子          | 誉田晶子        | 湯本佳典                  | 6月12日        |
| 39   | 第13巻   | 乱世切り裂くダブル・ノヴァ 圧倒!超神星龍&滅神星龍!         | 神山修一       | 高橋順            | 高橋順          | 鈴木幸江                  | 6月26日        |
| 40   | 第14巻   | 星の守護神 光龍騎神サジット・アポロドラゴン!               | 冨岡淳広       | 池野昭二          | 池野昭二        | 菊池晃                    | 7月3日         |
| 41   | 第14巻   | 光龍騎神サジット・アポロドラゴンVS亡霊の赤デッキ           | あみやまさはる | 馬引圭            | 馬引圭          | 石田智子                  | 7月10日        |
| 42   | 第14巻   | 立ちはだかるバローネ! 獅機龍神ストライクヴルム・レオ!      | 山田由香       | 加瀬充子          | 中島大輔        | 田辺謙司                  | 7月17日        |
| 43   | 第15巻   | 獄将デュック復活! 執念の十二宮Xレア                        | 神山修一       | 河村智之          | 河村智之        | 石川てつや                | 7月24日        |
| 44   | 第15巻   | 背徳のXレア 蛇皇神帝アスクレピオーズ                       | あみやまさはる | 渡辺正樹          | 齋藤昭裕        | 澤田譲司 成川多可志       | 7月31日        |
| 45   | 第15巻   | 射手座のアポロドラゴン対太陽のアポロドラゴン               | 冨岡淳広       | 誉田晶子          | 誉田晶子        | 長生中 しんぼたくろう     | 8月7日         |
| 46   | 第16巻   | ダンVSザジ 動乱のアスクレピオーズ                          | 冨岡淳広       | 高橋順            | 高橋順          | 鈴木幸江                  | 8月14日        |
| 47   | 第16巻   | 男たちの闇 アスクレピオーズ慟哭                            | 冨岡淳広       | 馬引圭            | 馬引圭          | 菊池晃                    | 8月21日        |
| 48   | 第16巻   | ダンVS魔ゐ ダブルブレイヴVSダブルノヴァ                    | 山田由香       | 渡辺正樹          | 渡辺正樹        | 石田智子                  | 8月28日        |
| 49   | 第17巻   | 神々の砲台 十二宮Xレア激突!                                | 冨岡淳広       | 池野昭二          | 池野昭二        | 石川てつや                | 9月4日         |
| 50   | 第17巻   | 黎明                                                       | 冨岡淳広       | 河村智之          | 河村智之        | 湯本佳典 やまだたかひろ   | 9月11日        |

## 放送局
| 放送局                   | 放送期間                      | 放送日時                                | 放送系列       |
| ------------------------ | ----------------------------- | --------------------------------------- | -------------- |
| メ〜テレ・テレビ朝日系列 | 2010年9月12日 - 2011年9月11日 | 日曜 7:00 - 7:30                        | テレビ朝日系列 |
| アニマックス             | 2011年8月4日 - 2012年7月26日  | 木曜 19:00 - 19:30 （リピート放送あり） | CS/BS放送      |

## 映像ソフト化
DVDは2011年3月4日から11月2日に全17巻が発売された。なお、レンタル版では前作からの通しで「バトルスピリッツ 少年激覇ダン◯◯（通算巻数）バトルスピリッツ ブレイヴ◯◯（巻数）」となっている。

## 漫画版

### ケロケロエース版
バトルスピリッツ ブレイヴ
漫画：杉山ユキ 原作：矢立肇
『ケロケロエース』にて2010年11月号から2011年10月号まで連載。全12話。全2巻。ストーリーはアニメ『少年激覇ダン』の続編となっている。単行本では、5 - 8話（2011年3月号から6月号まで）が未掲載となっている。
テレビ版との相違点
- 魔族側は意図的にオクトの影響による天変地異を起こし、そのエネルギーによって故郷である異界グラン・ロロへのゲートを開きグラン・ロロに帰還することを目的としている。地球に魔族が残ってしまった理由は、彼らが人間の血をわずかながらに引いていたため。
- 魔族側はヴィエルジェ、シュタインボルグを所有。
- ジェレイドは赤デッキのバトラーであり、ギルファムの忠臣。
- 主要人物であるゾルダーと硯は登場しない。

### Vジャンプ版
バトルスピリッツ ブレイヴX（エックス）
漫画：木下聡志 原作：矢立肇
『最強ジャンプ』にて読切が掲載された後、『Vジャンプ』2011年3月号より連載。全1巻。
テレビ版との相違点
- ギルファムを始めとする多くの魔族の未登場。
- ダンたちの出自は不明（単なる人類軍の一員のカードバトラーとして描かれる）。
- オクトの影響による天変地異はなく、12宮Xレア争奪戦を目的とした魔族と人間の戦争が軸となっている。
- まゐ自身が12宮Xレアの場所を探知する特殊能力を持っている。
- ダンのキースピリットは最初からライジング・アポロドラゴンであるが、召喚時の台詞はジーク・アポロドラゴンのものとなっている。
- ザジはバトルでリブラ・ゴレムを使用。単なる野心家であり仮面を外すことはなかった。